# WTA Tour 2021
WTA Tour 2021 představoval 51. ročník nejvyšší úrovně ženského profesionálního tenisu, hraný v roce 2021. Sezóna začala 6. ledna 2021 a skončila 17. listopadu 2021. Pokračující pandemie koronaviru, která způsobila pětiměsíční přerušení ročníku 2020, měla dopad na průběžně aktualizovaný herní plán. Rovněž proticovidová opatření vyžadovala zvýšené nároky na pořadatele a účastníky turnajů, když restrikce ovlivňovaly průběh soutěží, návštěvnost i obchodní aktivity. Následkem infekce došlo k přeložení či zrušení některých událostí. Ročník otevřel lednový Abu Dhabi WTA Women’s Tennis Open v Abú Zabí, hraný netradičně mezi dvěma středami.
Inovován byl systém kategorií, s cílem sjednocení číselných hodnot v názvech s mužským okruhem ATP Tour. Kategorie International a Premier byly nahrazeny novými úrovněmi WTA 1000, WTA 500 a WTA 250. Do harmonogramu se po ročním výpadku vrátil závěrečný Turnaj mistryň, který byl přesunut do mexické Guadalajary. Dohrána byla týmová soutěž Billie Jean King Cup, rozložená do dvou kalendářních let, jejíž finálový turnaj se uskutečnil v Praze. Součástí programu se také staly odložené letní olympijské hry v Tokiu.
Na čele singlového žebříčku v úvodu sezóny figurovala Australanka Ashleigh Bartyová, která na této pozici setrvala celý rok. Jako deblová světová jednička do ročníku vstoupila Tchajwanka Sie Šu-wej. V čele deblové klasifikace došlo v průběhu roku ke 14 změnám, když se na prvním místě vystřídalo celkem šest tenistek. Na nejvyšší příčce rok ukončila Kateřina Siniaková, když zvládla závěrečný přímý souboj u tuto pozici právě proti Siové.
Mužskou obdobu ženského okruhu představoval ATP Tour 2021 a střední úroveň ženského tenisu pak okruh WTA 125 2021.

## Přehled

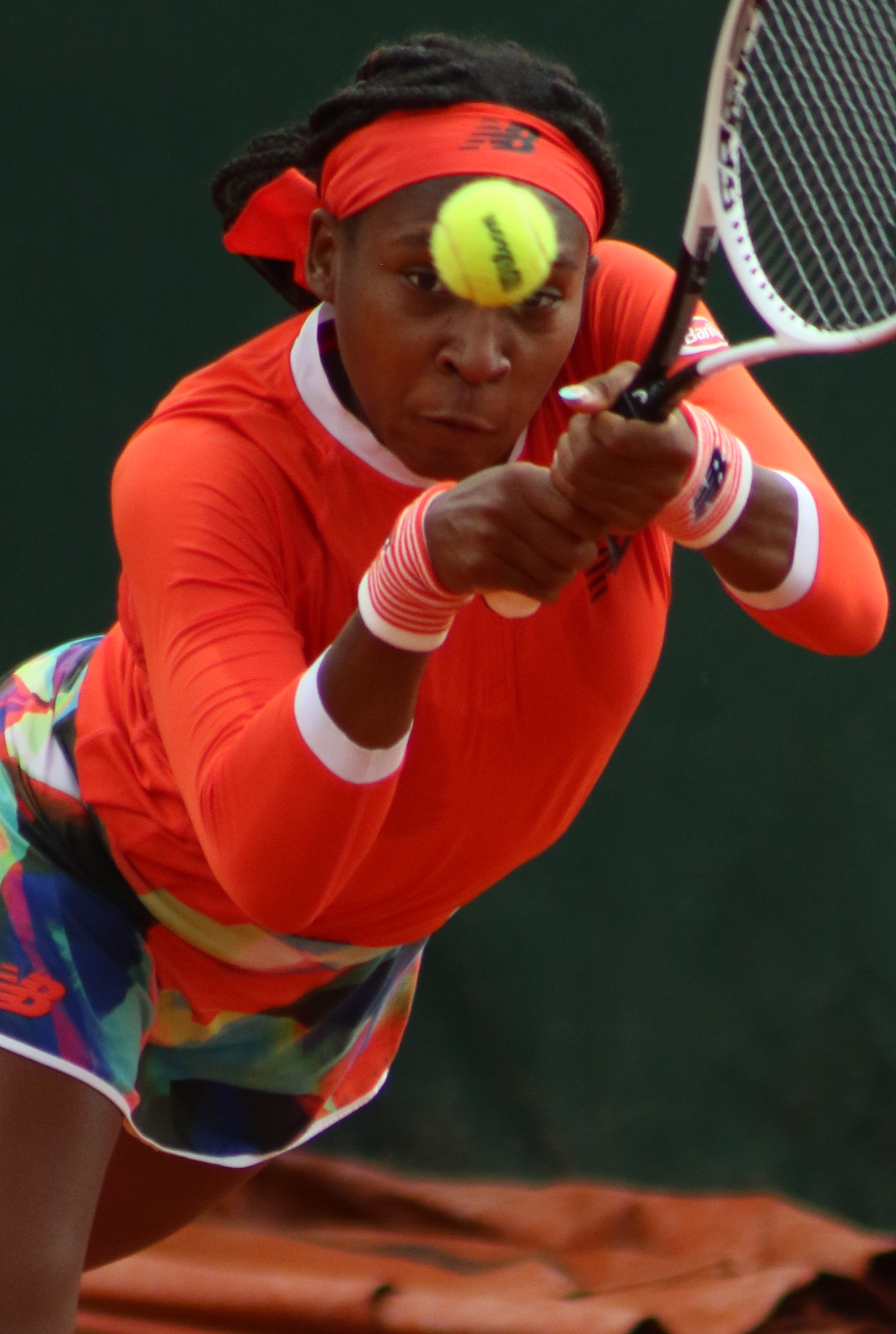
Coco Gauffová vyhrála Emilia-Romagna Open v 17 letech a 70 dnech jako nejmladší šampionka ročníku

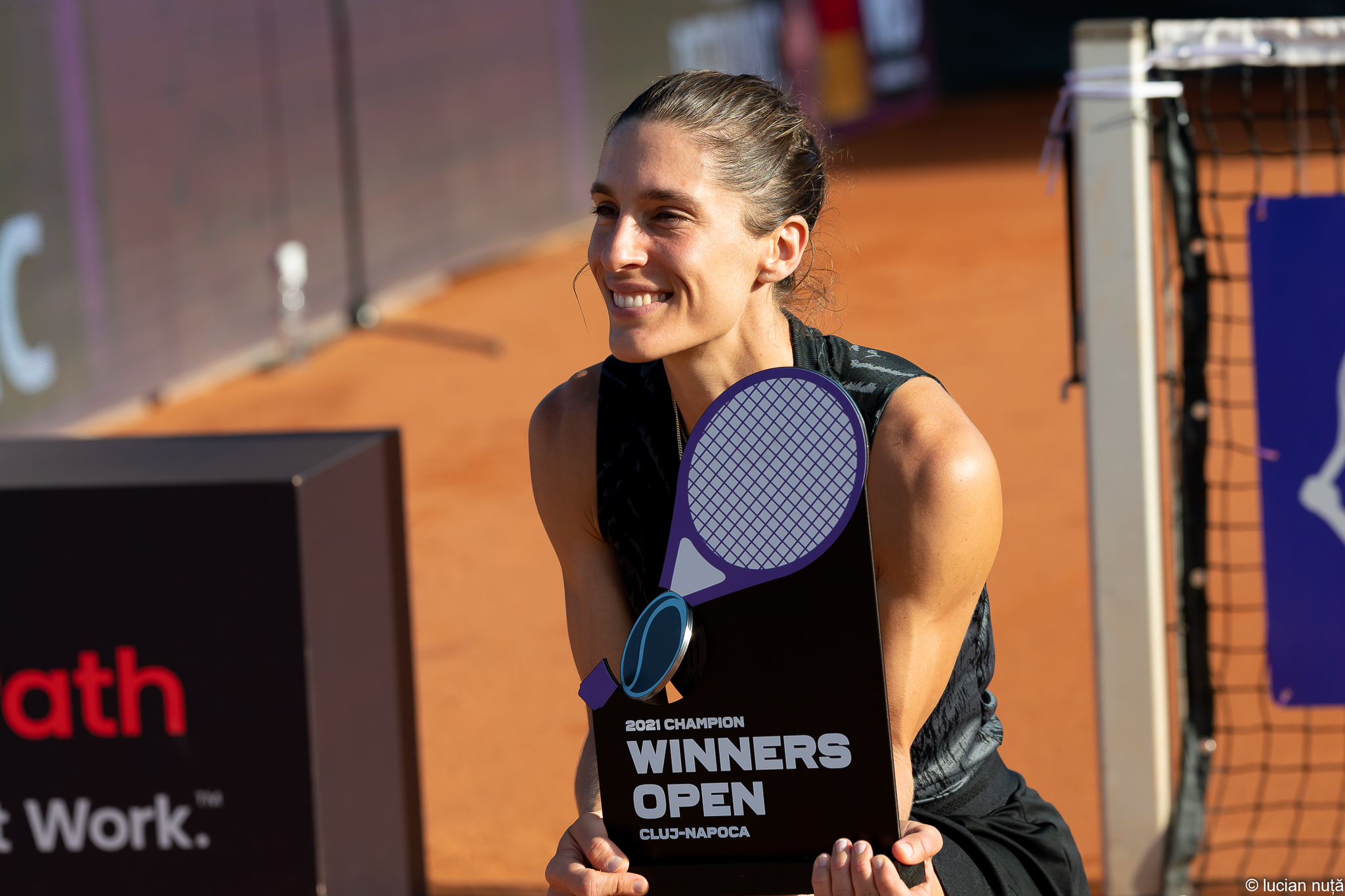
Andrea Petkovicová se na Winners Open stala ve 33 letech a 334 dnech nejstarší vítězkou ročníku

Nejvyšší počet devíti titulů v sezóně vyhrála  Češka Barbora Krejčíková, z toho tři singlové včetně premiérového na Internationaux de Strasbourg. O dva týdny později již jako první tenistka od Pierceové v roce 2000 ovládla dvouhru i čtyřhru na French Open. WTA ji vyhlásila hráčkou s největším zlepšením a s krajankou Kateřinou Siniakovou se staly párem roku. Poslední celou sezónu odehrála Autralanka Ashleigh Bartyová, která stejně jako v roce 2020 neopustila čelo žebříčku. Přispěl k tomu rekordní počet pěti singlových trofejí včetně wimbledonského triumfu, čímž se podruhé v řadě stala hráčkou roku.
Šestnáct tenistek vybojovalo premiérový titul z dvouhry. Nejstarší šampionkou se stala Němka Andrea Petkovicová, která na klužském Winners Open triumfovala ve 33 letech a 334 dnech věku. Naopak jako nejmladší si trofej odvezla Američanka Coco Gauffová z parmského Emilia-Romagna Open, když jí v den finále bylo 17 let a 70 dní. V první světové stovce debutovalo celkem sedmnáct hráček, první z nich 8. března Dánka Clara Tausonová – v 18 letech druhá nejmladší šampionka sezóny titulem na Lyon Open, a poslední pak 15. listopadu Číňanka Wang Sin-jü s Maďarkou Annou Bondárovou. Do elitní světové desítky se premiérově probojovalo šest tenistek.
Nejvyšší počet 387 es v 52 zápasech zahrála Karolína Plíšková přezdívaná „Ace Queen“. Naopak nejvíce 338 dvojchyb na 61 duelů vytvořila Aryna Sabalenková. Bartyová figurovala na čele statistik nejvyšší úspěšnosti výměn získaných na podání (64,28 %), nejvíce vyhraných gamů na servisu (80,9 %) i nejvíce odvrácených brejkbolů (64,6 %). Nejvyšší celkový počet 48 utkání vyhrály Anett Kontaveitová (48–17) a Ons Džabúrová  (48–19), z toho tvrdému povrchu vévodila Kontaveitová (39–12), antuce Paula Badosová (17–3) a trávě Angelique Kerberová (11–2).
Nejvíce 17 třísetových zápasů ve svůj prospěch rozhodla Darja Kasatkinová (17–7) a z tiebreaku vyšly nejvícekrát vítězně Bianca Andreescuová (11–5) s Badosovou (11–7). Nejvyšší počet výher nad členkami první světové dvacítky zaznamenaly Bartyová (14–1) s Marií Sakkariovou (14–9) a proti členkám první desítky pak Sakkariová (5–0).
Délka 42 singlových utkání dosáhla minimálně tříhodinové hranice. Tři z duelů se zařadily mezi osm nejdelších zápasů celé otevřené éry. Vůbec nejdelším se stalo čtvrtfinále gdyňského BNP Paribas Poland Open, v němž Kristína Kučová přehrála Jekatěrinu Gorgodzeovou. Délkou 3 hodiny a 55 minut mu patřila šestá příčka nejdelších střetnutí otevřené éry. O tři minuty méně sváděly boj v úvodu indianwellského BNP Paribas Open Martina Trevisanová s poraženou Marií Bouzkovou. Jednalo se o sedmé nejdelší klání open éry. O další jednu minutu, časem 3.51 hodiny, zaostal za druhým v pořadí zápas prvního kola na římském Internazionali BNL d'Italia. Po dvou tiebreacích v něm Sara Sorribesová Tormová dokázala otočit průběh třetí sady ze stavu gamů 0–4 a Camilu Giorgiovou porazit. Duel se zařadil na osmé místo otevřené éry, zahájené v roce 1968. Čtvrtým a pátým nejdelším byla střetnutí v prvním kole US Open, která trvala 3 hodiny a 40 minut. Obě dvouhry dohrané v rozmezí několika minut se staly nejdelšími zápasy v historii ženské části US Open. V první z nich postoupila Elise Mertensová po odvrácení šesti mečbolů Rebecce Petersonové. Z druhé pak odešla jako vítězka Rebeka Masárová, která zdolala Anu Bogdanovou.
Ve dvouhře okruhu debutovalo 64 tenistek včetně Emmy Raducanuové, Čeng Čchin-wen, Jodie Burrageové, Desirae Krawczykové, Cristiny Bucsové, Alycii Parksové,  Lucii Bronzettiové, Lucie Havlíčkové, Eminy Bektasové, Aldily Sutjiadiové, Eny Šibaharaové, Ashlyn Kruegerové a Oxany Selechmetěvové.

## Chronologický přehled turnajů
Chronologický přehled turnajů uvádí kalendář událostí okruhu WTA Tour 2021 včetně dějiště, počtu hráček, povrchu, kategorie a celkové dotace.
Legenda
Tabulky měsíců uvádí vítězky a finalistky dvouhry i čtyřhry a dále pak semifinalistky a čtvrtfinalistky dvouhry. Zápis –D/–Q/–Č/–X uvádí počet hráček dvouhry/hráček kvalifikace dvouhry/párů čtyřhry/párů mixu, (ZS) – základní skupina.
| Grand Slam             |
| Letní olympijské hry   |
| Tour Championships     |
| WTA 1000 Mandatory     |
| WTA 1000 Non-Mandatory |
| WTA 500                |
| WTA 250                |
| Týmové soutěže         |

### Leden
| Týden od     | Turnaj | Vítězky                                     | Finalistky                        | Semifinalistky                   | Čtvrtfinalistky                                                             |
| ------------ | --- | ------------------------------------------- | --------------------------------- | -------------------------------- | --------------------------------------------------------------------------- |
| 4. ledna     | Abu Dhabi WTA Women’s Tennis Open Abú Zabí, Spojené arabské emiráty WTA 500 565 530 $ – tvrdý – 64D/32Q/28Č dvouhra • čtyřhra | Aryna Sabalenková 6–2, 6–2                  | Veronika Kuděrmetovová            | Maria Sakkariová Marta Kosťuková | Sofia Keninová Jelena Rybakinová Sara Sorribesová Tormová Elina Svitolinová |
| 4. ledna     | Abu Dhabi WTA Women’s Tennis Open Abú Zabí, Spojené arabské emiráty WTA 500 565 530 $ – tvrdý – 64D/32Q/28Č dvouhra • čtyřhra | Šúko Aojamová Ena Šibaharaová 7–6(7–5), 6–4 | Hayley Carterová Luisa Stefaniová | Maria Sakkariová Marta Kosťuková | Sofia Keninová Jelena Rybakinová Sara Sorribesová Tormová Elina Svitolinová |
| Zbytek ledna | žádný turnaj v kalendáři | žádný turnaj v kalendáři                    | žádný turnaj v kalendáři          | žádný turnaj v kalendáři         | žádný turnaj v kalendáři                                                    |

### Únor
| Týden od           | Turnaj | Vítězky                                                        | Finalistky                                                     | Semifinalistky                          | Čtvrtfinalistky                                                              |
| ------------------ | --- | -------------------------------------------------------------- | -------------------------------------------------------------- | --------------------------------------- | ---------------------------------------------------------------------------- |
| 1. února           | Gippsland Trophy Melbourne, Austrálie WTA 500 565 530 $ – tvrdý – 56D/28Č dvouhra • čtyřhra                 | Elise Mertensová 6–4, 6–1                                      | Kaia Kanepiová                                                 | Jekatěrina Alexandrovová Naomi Ósakaová | Simona Halepová Karolína Muchová Elina Svitolinová Irina-Camelia Beguová     |
| 1. února           | Gippsland Trophy Melbourne, Austrálie WTA 500 565 530 $ – tvrdý – 56D/28Č dvouhra • čtyřhra                 | Barbora Krejčíková Kateřina Siniaková 6–3, 7–6(7–4)            | Čan Chao-čching Latisha Chan                                   | Jekatěrina Alexandrovová Naomi Ósakaová | Simona Halepová Karolína Muchová Elina Svitolinová Irina-Camelia Beguová     |
| 1. února           | Yarra Valley Classic Melbourne, Austrálie WTA 500 565 530 $ – tvrdý – 56D/28Č dvouhra • čtyřhra             | Ashleigh Bartyová 7–6(7–3), 6–4                                | Garbiñe Muguruzaová                                            | Serena Williamsová Markéta Vondroušová  | Shelby Rogersová Danielle Collinsová Nadia Podoroská Sofia Keninová          |
| 1. února           | Yarra Valley Classic Melbourne, Austrálie WTA 500 565 530 $ – tvrdý – 56D/28Č dvouhra • čtyřhra             | Šúko Aojamová Ena Šibaharaová 6–3, 6–4                         | Anna Kalinská Viktória Kužmová                                 | Serena Williamsová Markéta Vondroušová  | Shelby Rogersová Danielle Collinsová Nadia Podoroská Sofia Keninová          |
| 1. února           | Grampians Trophy Melbourne, Austrálie WTA 500 235 820 $ – tvrdý – 28S dvouhra                               | Anett Kontaveitová a Ann Liová finále nehráno pro časový skluz | Anett Kontaveitová a Ann Liová finále nehráno pro časový skluz | Maria Sakkariová Jennifer Bradyová      | Angelique Kerberová Viktoria Azarenková Barbora Krejčíková Sorana Cîrsteaová |
| 8. února 15. února | Australian Open Melbourne, Austrálie Grand Slam 31 796 000 $ – tvrdý – 128D/64Č/32X dvouhra • čtyřhra • mix | Naomi Ósakaová 6–4, 6–3                                        | Jennifer Bradyová                                              | Karolína Muchová Serena Williamsová     | Ashleigh Bartyová Jessica Pegulaová Sie Šu-wej Simona Halepová               |
| 8. února 15. února | Australian Open Melbourne, Austrálie Grand Slam 31 796 000 $ – tvrdý – 128D/64Č/32X dvouhra • čtyřhra • mix | Elise Mertensová Aryna Sabalenková 6–2, 6–3                    | Barbora Krejčíková Kateřina Siniaková                          | Karolína Muchová Serena Williamsová     | Ashleigh Bartyová Jessica Pegulaová Sie Šu-wej Simona Halepová               |
| 8. února 15. února | Australian Open Melbourne, Austrálie Grand Slam 31 796 000 $ – tvrdý – 128D/64Č/32X dvouhra • čtyřhra • mix | Barbora Krejčíková Rajeev Ram 6–1, 6–4                         | Samantha Stosurová Matthew Ebden                               | Karolína Muchová Serena Williamsová     | Ashleigh Bartyová Jessica Pegulaová Sie Šu-wej Simona Halepová               |
| 15. února          | Phillip Island Trophy Melbourne, Austrálie WTA 250 235 238 $ – tvrdý – 56D/16Q/28Č dvouhra • čtyřhra        | Darja Kasatkinová 4–6, 6–2, 6–2                                | Marie Bouzková                                                 | Danielle Collinsová Bianca Andreescuová | Rebecca Petersonová Petra Martićová Jil Teichmannová Irina-Camelia Beguová   |
| 15. února          | Phillip Island Trophy Melbourne, Austrálie WTA 250 235 238 $ – tvrdý – 56D/16Q/28Č dvouhra • čtyřhra        | Ankita Rainová Kamilla Rachimovová 2–6, 6–4, [10–7]            | Anna Blinkovová Anastasija Potapovová                          | Danielle Collinsová Bianca Andreescuová | Rebecca Petersonová Petra Martićová Jil Teichmannová Irina-Camelia Beguová   |
| 22. února          | Adelaide International Adelaide, Austrálie WTA 500 565 530 $ – tvrdý – 56D/16Q/28Č dvouhra • čtyřhra        | Iga Świąteková 6–2, 6–2                                        | Belinda Bencicová                                              | Jil Teichmannová Coco Gauffová          | Danielle Collinsová Anastasija Sevastovová Shelby Rogersová Storm Sandersová |
| 22. února          | Adelaide International Adelaide, Austrálie WTA 500 565 530 $ – tvrdý – 56D/16Q/28Č dvouhra • čtyřhra        | Alexa Guarachiová Desirae Krawczyková 6–7(4–7), 6–4, [10–3]    | Hayley Carterová Luisa Stefaniová                              | Jil Teichmannová Coco Gauffová          | Danielle Collinsová Anastasija Sevastovová Shelby Rogersová Storm Sandersová |

### Březen
| Týden od              | Turnaj | Vítězky                                                         | Finalistky                                | Semifinalistky                          | Čtvrtfinalistky                                                                             |
| --------------------- | --- | --------------------------------------------------------------- | ----------------------------------------- | --------------------------------------- | ------------------------------------------------------------------------------------------- |
| 1. března             | Qatar Total Open Dauhá, Katar WTA 500 565 530 $ – tvrdý – 28D/32Q/16Č dvouhra • čtyřhra                                              | Petra Kvitová 6–2, 6–1                                          | Garbiñe Muguruzaová                       | Viktoria Azarenková Jessica Pegulaová   | Elina Svitolinová Maria Sakkariová Anett Kontaveitová Karolína Plíšková                     |
| 1. března             | Qatar Total Open Dauhá, Katar WTA 500 565 530 $ – tvrdý – 28D/32Q/16Č dvouhra • čtyřhra                                              | Nicole Melicharová-Martinezová Demi Schuursová 6–2, 2–6, [10–8] | Monica Niculescuová Jeļena Ostapenková    | Viktoria Azarenková Jessica Pegulaová   | Elina Svitolinová Maria Sakkariová Anett Kontaveitová Karolína Plíšková                     |
| 1. března             | Open 6ème Sens — Métropole de Lyon Lyon, Francie WTA 250 235 238 $ – tvrdý (h) – 32D/24Q/16Č dvouhra • čtyřhra                       | Clara Tausonová 6–4, 6–1                                        | Viktorija Golubicová                      | Paula Badosová Fiona Ferrová            | Camila Giorgiová Kristina Mladenovicová Greet Minnenová Clara Burelová                      |
| 1. března             | Open 6ème Sens — Métropole de Lyon Lyon, Francie WTA 250 235 238 $ – tvrdý (h) – 32D/24Q/16Č dvouhra • čtyřhra                       | Viktória Kužmová Arantxa Rusová 3–6, 7–5, [10–7]                | Eugenie Bouchardová Olga Danilovićová     | Paula Badosová Fiona Ferrová            | Camila Giorgiová Kristina Mladenovicová Greet Minnenová Clara Burelová                      |
| 8. března             | Dubai Tennis Championships Dubaj, Spojené arabské emiráty WTA 1000 Non-Mandatory 1 835 490 $ – tvrdý – 56D/32Q/28Č dvouhra • čtyřhra | Garbiñe Muguruzaová 7–6(8–6), 6–3                               | Barbora Krejčíková                        | Jil Teichmannová Elise Mertensová       | Anastasija Potapovová Coco Gauffová Aryna Sabalenková Jessica Pegulaová                     |
| 8. března             | Dubai Tennis Championships Dubaj, Spojené arabské emiráty WTA 1000 Non-Mandatory 1 835 490 $ – tvrdý – 56D/32Q/28Č dvouhra • čtyřhra | Alexa Guarachiová Darija Juraková 6–0, 6–3                      | Sü I-fan Jang Čao-süan                    | Jil Teichmannová Elise Mertensová       | Anastasija Potapovová Coco Gauffová Aryna Sabalenková Jessica Pegulaová                     |
| 8. března             | Abierto Zapopan Guadalajara, Mexicgo WTA 250 235 238 $ – tvrdý – 32D/24Q/16Č dvouhra • čtyřhra                                       | Sara Sorribes Tormová 6–2, 7–5                                  | Eugenie Bouchardová                       | Elisabetta Cocciarettová Marie Bouzková | Lauren Davisová Caty McNallyová Astra Sharmaová Anna Karolína Schmiedlová                   |
| 8. března             | Abierto Zapopan Guadalajara, Mexicgo WTA 250 235 238 $ – tvrdý – 32D/24Q/16Č dvouhra • čtyřhra                                       | Ellen Perezová Astra Sharmaová 6–4, 6–4                         | Desirae Krawczyková Giuliana Olmosová     | Elisabetta Cocciarettová Marie Bouzková | Lauren Davisová Caty McNallyová Astra Sharmaová Anna Karolína Schmiedlová                   |
| 15. března            | St. Petersburg Ladies Trophy Petrohrad, Rusko WTA 500 565 530 $ – tvrdý (h) – 28D/24Q/16Č dvouhra • čtyřhra                          | Darja Kasatkinová 6–3, 2–1skreč                                 | Margarita Gasparjanová                    | Věra Zvonarevová Světlana Kuzněcovová   | Jekatěrina Alexandrovová Anastasija Gasanovová Jaqueline Cristianová Veronika Kuděrmetovová |
| 15. března            | St. Petersburg Ladies Trophy Petrohrad, Rusko WTA 500 565 530 $ – tvrdý (h) – 28D/24Q/16Č dvouhra • čtyřhra                          | Nadija Kičenoková Ioana Raluca Olaruová 2–6, 6–3, [10–8]        | Kaitlyn Christianová Sabrina Santamariová | Věra Zvonarevová Světlana Kuzněcovová   | Jekatěrina Alexandrovová Anastasija Gasanovová Jaqueline Cristianová Veronika Kuděrmetovová |
| 15. března            | Monterrey Open Monterrey, Mexiko WTA 250 235 238 $ – tvrdý – 32D/24Q/16Č dvouhra • čtyřhra                                           | Leylah Fernandezová 6–1, 6–4                                    | Viktorija Golubicová                      | Sara Sorribes Tormová Ann Liová         | Viktória Kužmová Anna Karolína Schmiedlová Čeng Saj-saj Anna Kalinská                       |
| 15. března            | Monterrey Open Monterrey, Mexiko WTA 250 235 238 $ – tvrdý – 32D/24Q/16Č dvouhra • čtyřhra                                           | Caroline Dolehideová Asia Muhammadová 6–2, 6–3                  | Heather Watsonová Čeng Saj-saj            | Sara Sorribes Tormová Ann Liová         | Viktória Kužmová Anna Karolína Schmiedlová Čeng Saj-saj Anna Kalinská                       |
| 22. března 29. března | Miami Open presented by Itaú Miami Gardens, Spojené státy WTA 1000 Mandatory 3 260 190 $ – tvrdý – 96D/48Q/32Č dvouhra • čtyřhra     | Ashleigh Bartyová 6–3, 4–0skreč                                 | Bianca Andreescuová                       | Elina Svitolinová Maria Sakkariová      | Aryna Sabalenková Anastasija Sevastovová Sara Sorribesová Tormová Naomi Ósakaová            |
| 22. března 29. března | Miami Open presented by Itaú Miami Gardens, Spojené státy WTA 1000 Mandatory 3 260 190 $ – tvrdý – 96D/48Q/32Č dvouhra • čtyřhra     | Šúko Aojamová Ena Šibaharaová 6–2, 7–5                          | Hayley Carterová Luisa Stefaniová         | Elina Svitolinová Maria Sakkariová      | Aryna Sabalenková Anastasija Sevastovová Sara Sorribesová Tormová Naomi Ósakaová            |

### Duben
| Týden od            | Turnaj | Vítězky                                                  | Finalistky                                   | Semifinalistky                                 | Čtvrtfinalistky                                                              |
| ------------------- | --- | -------------------------------------------------------- | -------------------------------------------- | ---------------------------------------------- | ---------------------------------------------------------------------------- |
| 5. dubna            | Volvo Car Open Charleston, Spojené státy WTA 500 565 530 $ – antuka (zelená) – 56D/32Q/16Č dvouhra • čtyřhra           | Veronika Kuděrmetovová 6–4, 6–2                          | Danka Kovinićová                             | Paula Badosová Ons Džabúrová                   | Ashleigh Bartyová Sloane Stephensová Julia Putincevová Coco Gauffová         |
| 5. dubna            | Volvo Car Open Charleston, Spojené státy WTA 500 565 530 $ – antuka (zelená) – 56D/32Q/16Č dvouhra • čtyřhra           | Nicole Melicharová Demi Schuursová 6–2, 6–4              | Marie Bouzková Lucie Hradecká                | Paula Badosová Ons Džabúrová                   | Ashleigh Bartyová Sloane Stephensová Julia Putincevová Coco Gauffová         |
| 5. dubna            | Copa Colsanitas Bogotá, Kolumbie WTA 250 235 238 $ – antuka – 32D/24Q/16Č dvouhra • čtyřhra                            | María Camila Osorio Serranová 5–7, 6–3, 6–4              | Tamara Zidanšeková                           | Harmony Tanová Viktorija Tomovová              | Stefanie Vögeleová Lara Arruabarrenová Nuria Párrizas Díazová Sara Erraniová |
| 5. dubna            | Copa Colsanitas Bogotá, Kolumbie WTA 250 235 238 $ – antuka – 32D/24Q/16Č dvouhra • čtyřhra                            | Elixane Lechemiová Ingrid Neelová 6–3, 6–4               | Mihaela Buzărnescuová Anna-Lena Friedsamová  | Harmony Tanová Viktorija Tomovová              | Stefanie Vögeleová Lara Arruabarrenová Nuria Párrizas Díazová Sara Erraniová |
| 12. dubna           | MUSC Health Women's Open Charleston, Spojené státy WTA 250 235 238 $ – antuka (zelená) – 32D/16Q/16Č dvouhra • čtyřhra | Astra Sharmaová 2–6, 7–5, 6–1                            | Ons Džabúrová                                | Danka Kovinićová María Camila Osorio Serranová | Nao Hibinová Shelby Rogersová Linda Fruhvirtová Clara Tausonová              |
| 12. dubna           | MUSC Health Women's Open Charleston, Spojené státy WTA 250 235 238 $ – antuka (zelená) – 32D/16Q/16Č dvouhra • čtyřhra | Hailey Baptisteová Caty McNallyová 6–7(4–7), 6–4, [10–6] | Ellen Perezová Storm Sandersová              | Danka Kovinićová María Camila Osorio Serranová | Nao Hibinová Shelby Rogersová Linda Fruhvirtová Clara Tausonová              |
| 19. dubna           | Porsche Tennis Grand Prix Stuttgart, Německo WTA 500 565 530 $ – antuka (h) – 28D/24Q/16Č dvouhra • čtyřhra            | Ashleigh Bartyová 3–6, 6–0, 6–3                          | Aryna Sabalenková                            | Elina Svitolinová Simona Halepová              | Karolína Plíšková Petra Kvitová Anett Kontaveitová Jekatěrina Alexandrovová  |
| 19. dubna           | Porsche Tennis Grand Prix Stuttgart, Německo WTA 500 565 530 $ – antuka (h) – 28D/24Q/16Č dvouhra • čtyřhra            | Ashleigh Bartyová Jennifer Bradyová 6–4, 5–7, [10–5]     | Desirae Krawczyková Bethanie Mattek-Sandsová | Elina Svitolinová Simona Halepová              | Karolína Plíšková Petra Kvitová Anett Kontaveitová Jekatěrina Alexandrovová  |
| 19. dubna           | Istanbul Cup Istanbul, Turecko WTA 250 235 238 $ – antuka – 32D/24Q/16č dvouhra • čtyřhra                              | Sorana Cîrsteaová 6–1, 7–6(7–3)                          | Elise Mertensová                             | Veronika Kuděrmetovová Marta Kosťuková         | Kateřina Siniaková Ana Bogdanová Ana Konjuhová Fiona Ferrová                 |
| 19. dubna           | Istanbul Cup Istanbul, Turecko WTA 250 235 238 $ – antuka – 32D/24Q/16č dvouhra • čtyřhra                              | Veronika Kuděrmetovová Elise Mertensová 6–1, 6–1         | Nao Hibinová Makoto Ninomijová               | Veronika Kuděrmetovová Marta Kosťuková         | Kateřina Siniaková Ana Bogdanová Ana Konjuhová Fiona Ferrová                 |
| 26. dubna 3. května | Mutua Madrid Open Madrid, Španělsko WTA 1000 Mandatory 2 549 105 € – antuka – 64D/48Q/30Č dvouhra • čtyřhra            | Aryna Sabalenková 6–0, 3–6, 6–4                          | Ashleigh Bartyová                            | Paula Badosová Anastasija Pavljučenkovová      | Petra Kvitová Belinda Bencicová Elise Mertensová Karolína Muchová            |
| 26. dubna 3. května | Mutua Madrid Open Madrid, Španělsko WTA 1000 Mandatory 2 549 105 € – antuka – 64D/48Q/30Č dvouhra • čtyřhra            | Barbora Krejčíková Kateřina Siniaková 6–4, 6–3           | Gabriela Dabrowská Demi Schuursová           | Paula Badosová Anastasija Pavljučenkovová      | Petra Kvitová Belinda Bencicová Elise Mertensová Karolína Muchová            |

### Květen
| Týden od             | Turnaj | Vítězky                                              | Finalistky                                 | Semifinalistky                                   | Čtvrtfinalistky                                                               |
| -------------------- | --- | ---------------------------------------------------- | ------------------------------------------ | ------------------------------------------------ | ----------------------------------------------------------------------------- |
| 10. května           | Internazionali BNL d'Italia Řím, Itálie WTA 1000 Non-Mandatory 1 577 613 € – antuka – 56D/32Q/28Č dvouhra • čtyřhra | Iga Świąteková 6–0, 6–0                              | Karolína Plíšková                          | Coco Gauffová Petra Martićová                    | Ashleigh Bartyová Elina Svitolinová Jeļena Ostapenková Jessica Pegulaová      |
| 10. května           | Internazionali BNL d'Italia Řím, Itálie WTA 1000 Non-Mandatory 1 577 613 € – antuka – 56D/32Q/28Č dvouhra • čtyřhra | Sharon Fichmanová Giuliana Olmosová 4–6, 7–5, [10–5] | Kristina Mladenovicová Markéta Vondroušová | Coco Gauffová Petra Martićová                    | Ashleigh Bartyová Elina Svitolinová Jeļena Ostapenková Jessica Pegulaová      |
| 17. května           | Serbia Ladies Open Bělehrad, Srbsko WTA 250 235 238 $ – antuka – 32D/24Q/16Č dvouhra • čtyřhra                      | Paula Badosová 6–2, 2–0skreč                         | Ana Konjuhová                              | Viktorija Tomovová María Camila Osorio Serranová | Réka Luca Janiová Rebecca Petersonová Aljaksandra Sasnovičová Nadia Podoroská |
| 17. května           | Serbia Ladies Open Bělehrad, Srbsko WTA 250 235 238 $ – antuka – 32D/24Q/16Č dvouhra • čtyřhra                      | Aleksandra Krunićová Nina Stojanovićová 6–0, 6–2     | Greet Minnenová Alison Van Uytvancková     | Viktorija Tomovová María Camila Osorio Serranová | Réka Luca Janiová Rebecca Petersonová Aljaksandra Sasnovičová Nadia Podoroská |
| 17. května           | Emilia-Romagna Open Parma, Itálie WTA 250 189 708 $ – antuka – 32D/24Q/16Č dvouhra • čtyřhra                        | Coco Gauffová 6–1, 6–3                               | Wang Čchiang                               | Kateřina Siniaková Sloane Stephensová            | Caroline Garciaová Amanda Anisimovová Sara Erraniová Petra Martićová          |
| 17. května           | Emilia-Romagna Open Parma, Itálie WTA 250 189 708 $ – antuka – 32D/24Q/16Č dvouhra • čtyřhra                        | Coco Gauffová Caty McNallyová 6–3, 6–2               | Darija Juraková Andreja Klepačová          | Kateřina Siniaková Sloane Stephensová            | Caroline Garciaová Amanda Anisimovová Sara Erraniová Petra Martićová          |
| 24. května           | Internationaux de Strasbourg Štrasburk, Francie WTA 250 189 708 $ – antuka – 32D/22Q/16Č dvouhra • čtyřhra          | Barbora Krejčíková 6–3, 6–3                          | Sorana Cîrsteaová                          | Magda Linetteová Jule Niemeierová                | Bianca Andreescuová Julia Putincevová Jekatěrina Alexandrovová Arantxa Rusová |
| 24. května           | Internationaux de Strasbourg Štrasburk, Francie WTA 250 189 708 $ – antuka – 32D/22Q/16Č dvouhra • čtyřhra          | Alexa Guarachiová Desirae Krawczyková 6–2, 6–3       | Makoto Ninomijová Jang Čao-süan            | Magda Linetteová Jule Niemeierová                | Bianca Andreescuová Julia Putincevová Jekatěrina Alexandrovová Arantxa Rusová |
| 31. května 7. června | French Open Paříž, Francie Grand Slam 34 367 215 € – antuka – 128D/128Q/64Č/16X dvouhra • čtyřhra • mix             | Barbora Krejčíková 6–1, 2–6, 6–4                     | Anastasija Pavljučenkovová                 | Maria Sakkariová Tamara Zidanšeková              | Coco Gauffová Iga Świąteková Jelena Rybakinová Paula Badosová                 |
| 31. května 7. června | French Open Paříž, Francie Grand Slam 34 367 215 € – antuka – 128D/128Q/64Č/16X dvouhra • čtyřhra • mix             | Barbora Krejčíková Kateřina Siniaková 6–4, 6–2       | Bethanie Mattek-Sandsová Iga Świąteková    | Maria Sakkariová Tamara Zidanšeková              | Coco Gauffová Iga Świąteková Jelena Rybakinová Paula Badosová                 |
| 31. května 7. června | French Open Paříž, Francie Grand Slam 34 367 215 € – antuka – 128D/128Q/64Č/16X dvouhra • čtyřhra • mix             | Desirae Krawczyková Joe Salisbury 2–6, 6–4, [10–5]   | Jelena Vesninová Aslan Karacev             | Maria Sakkariová Tamara Zidanšeková              | Coco Gauffová Iga Świąteková Jelena Rybakinová Paula Badosová                 |

### Červen
| Týden od               | Turnaj | Vítězky                                                     | Finalistky                                     | Semifinalistky                        | Čtvrtfinalistky                                                                  |
| ---------------------- | --- | ----------------------------------------------------------- | ---------------------------------------------- | ------------------------------------- | -------------------------------------------------------------------------------- |
| 7. června              | Viking Open Nottingham Nottingham, Velká Británie WTA 250 235 238 $ – tráva – 48D/16Q/16Č dvouhra • čtyřhra          | Johanna Kontaová 6–2, 6–1                                   | Čang Šuaj                                      | Nina Stojanovićová Lauren Davisová    | Alison Van Uytvancková Tereza Martincová Kristina Mladenovicová Katie Boulterová |
| 7. června              | Viking Open Nottingham Nottingham, Velká Británie WTA 250 235 238 $ – tráva – 48D/16Q/16Č dvouhra • čtyřhra          | Ljudmyla Kičenoková Makoto Ninomijová 6–4, 6–7(3–7), [10–8] | Caroline Dolehideová Storm Sandersová          | Nina Stojanovićová Lauren Davisová    | Alison Van Uytvancková Tereza Martincová Kristina Mladenovicová Katie Boulterová |
| 14. června             | bett1open Berlín, Německo WTA 500 456 073 $ – tráva – 28D/24Q/16Č dvouhra • čtyřhra                                  | Ljudmila Samsonovová 1–6, 6–1, 6–3                          | Belinda Bencicová                              | Viktoria Azarenková Alizé Cornetová   | Madison Keysová Jessica Pegulaová Garbiñe Muguruzaová Jekatěrina Alexandrovová   |
| 14. června             | bett1open Berlín, Německo WTA 500 456 073 $ – tráva – 28D/24Q/16Č dvouhra • čtyřhra                                  | Viktoria Azarenková Aryna Sabalenková 4–6, 7–5, [10–4]      | Nicole Melicharová-Martinezová Demi Schuursová | Viktoria Azarenková Alizé Cornetová   | Madison Keysová Jessica Pegulaová Garbiñe Muguruzaová Jekatěrina Alexandrovová   |
| 14. června             | Viking Classic Birmingham Birmingham, Velká Británie WTA 250 235 238 $ – tráva – 32D/24Q/16Č dvouhra • čtyřhra       | Ons Džabúrová 7–5, 6–4                                      | Darja Kasatkinová                              | Coco Vandewegheová Heather Watsonová  | Marie Bouzková Tereza Martincová Donna Vekićová Anastasija Potapovová            |
| 14. června             | Viking Classic Birmingham Birmingham, Velká Británie WTA 250 235 238 $ – tráva – 32D/24Q/16Č dvouhra • čtyřhra       | Marie Bouzková Lucie Hradecká 6–4, 2–6, [10–8]              | Ons Džabúrová Ellen Perezová                   | Coco Vandewegheová Heather Watsonová  | Marie Bouzková Tereza Martincová Donna Vekićová Anastasija Potapovová            |
| 21. června             | Viking International Eastbourne Eastbourne, Velká Británie WTA 500 565 530 $ – tráva – 32D/24Q/16Č dvouhra • čtyřhra | Jeļena Ostapenková 6–3, 6–3                                 | Anett Kontaveitová                             | Camila Giorgiová Jelena Rybakinová    | Aryna Sabalenková Viktorija Golubicová Darja Kasatkinová Anastasija Sevastovová  |
| 21. června             | Viking International Eastbourne Eastbourne, Velká Británie WTA 500 565 530 $ – tráva – 32D/24Q/16Č dvouhra • čtyřhra | Šúko Aojamová Ena Šibaharaová 6–1, 6–4                      | Nicole Melicharová-Martinezová Demi Schuursová | Camila Giorgiová Jelena Rybakinová    | Aryna Sabalenková Viktorija Golubicová Darja Kasatkinová Anastasija Sevastovová  |
| 21. června             | Bad Homburg Open Bad Homburg, Německo WTA 250 189 708 € – tráva – 32D/8Q/16Č dvouhra • čtyřhra                       | Angelique Kerberová 6–3, 6–2                                | Kateřina Siniaková                             | Petra Kvitová Sara Sorribes Tormová   | Nadia Podoroská Amanda Anisimovová Laura Siegemundová Viktoria Azarenková        |
| 21. června             | Bad Homburg Open Bad Homburg, Německo WTA 250 189 708 € – tráva – 32D/8Q/16Č dvouhra • čtyřhra                       | Darija Juraková Andreja Klepačová 6–3, 6–1                  | Nadija Kičenoková Ioana Raluca Olaruová        | Petra Kvitová Sara Sorribes Tormová   | Nadia Podoroská Amanda Anisimovová Laura Siegemundová Viktoria Azarenková        |
| 28. června 5. července | Wimbledon Londýn, Velká Británie Grand Slam 35 016 000 £ – tráva – 128D/128Q/64Č/48X dvouhra • čtyřhra • mix         | Ashleigh Bartyová 6–3, 6–7(4–7), 6–3                        | Karolína Plíšková                              | Angelique Kerberová Aryna Sabalenková | Ajla Tomljanovićová Karolína Muchová Viktorija Golubicová Ons Džabúrová          |
| 28. června 5. července | Wimbledon Londýn, Velká Británie Grand Slam 35 016 000 £ – tráva – 128D/128Q/64Č/48X dvouhra • čtyřhra • mix         | Sie Šu-wej Elise Mertensová 3–6, 7–5, 9–7                   | Veronika Kuděrmetovová Jelena Vesninová        | Angelique Kerberová Aryna Sabalenková | Ajla Tomljanovićová Karolína Muchová Viktorija Golubicová Ons Džabúrová          |
| 28. června 5. července | Wimbledon Londýn, Velká Británie Grand Slam 35 016 000 £ – tráva – 128D/128Q/64Č/48X dvouhra • čtyřhra • mix         | Desirae Krawczyková Neal Skupski 6–2, 7–6(7–1)              | Harriet Dartová Joe Salisbury                  | Angelique Kerberová Aryna Sabalenková | Ajla Tomljanovićová Karolína Muchová Viktorija Golubicová Ons Džabúrová          |

### Červenec
| Týden od     | Turnaj                                                                            | Vítězky                                                                          | Finalistky                                           | Semifinalistky                                                     | Čtvrtfinalistky                                                                |
| ------------ | --------------------------------------------------------------------------------- | -------------------------------------------------------------------------------- | ---------------------------------------------------- | ------------------------------------------------------------------ | ------------------------------------------------------------------------------ |
| 5. července  | Hamburg European Open Hamburk, Německo WTA 250 antuka dvouhra • čtyřhra           | Elena-Gabriela Ruseová 7–6(8–6), 6–4                                             | Andrea Petkovicová                                   | Dajana Jastremská Jule Niemeierová                                 | Sara Erraniová Danielle Collinsová Tamara Zidanšeková Ysaline Bonaventureová   |
| 5. července  | Hamburg European Open Hamburk, Německo WTA 250 antuka dvouhra • čtyřhra           | Jasmine Paoliniová Jil Teichmannová 6–0, 6–4                                     | Astra Sharmaová Rosalie van der Hoeková              | Dajana Jastremská Jule Niemeierová                                 | Sara Erraniová Danielle Collinsová Tamara Zidanšeková Ysaline Bonaventureová   |
| 12. července | Hungarian Grand Prix Budapešť, Maďarsko WTA 250 antuka dvouhra • čtyřhra          | Julia Putincevová 6–4, 6–0                                                       | Anhelina Kalininová                                  | Dalma Gálfiová Danielle Collinsová                                 | Kateryna Kozlovová Olga Danilovićová Panna Udvardyová Paula Ormaecheaová       |
| 12. července | Hungarian Grand Prix Budapešť, Maďarsko WTA 250 antuka dvouhra • čtyřhra          | Mihaela Buzărnescuová Fanny Stollárová 6–4, 6–4                                  | Aliona Bolsovová Tamara Korpatschová                 | Dalma Gálfiová Danielle Collinsová                                 | Kateryna Kozlovová Olga Danilovićová Panna Udvardyová Paula Ormaecheaová       |
| 12. července | Livesport Prague Open Praha, Česko WTA 250 tvrdý dvouhra • čtyřhra                | Barbora Krejčíková 6–2, 6–0                                                      | Tereza Martincová                                    | Greet Minnenová Wang Sin-jü                                        | Viktória Kužmová Storm Sandersová Grace Minová Kateřina Siniaková              |
| 12. července | Livesport Prague Open Praha, Česko WTA 250 tvrdý dvouhra • čtyřhra                | Marie Bouzková Lucie Hradecká 7–6(7–3), 6–4                                      | Viktória Kužmová Nina Stojanovićová                  | Greet Minnenová Wang Sin-jü                                        | Viktória Kužmová Storm Sandersová Grace Minová Kateřina Siniaková              |
| 12. července | Ladies Open Lausanne Lausanne, Švýcarsko WTA 250 antuka dvouhra • čtyřhra         | Tamara Zidanšeková 4–6, 7–6(7–5), 6–1                                            | Clara Burelová                                       | Maryna Zanevská Caroline Garciaová                                 | Lucia Bronzettiová Natalja Vichljancevová Zarina Dijasová Fiona Ferrová        |
| 12. července | Ladies Open Lausanne Lausanne, Švýcarsko WTA 250 antuka dvouhra • čtyřhra         | Susan Bandecchiová Simona Waltertová 6–3, 6–7(3–7), [10–5]                       | Ulrikke Eikeriová Valentini Grammatikopoulou         | Maryna Zanevská Caroline Garciaová                                 | Lucia Bronzettiová Natalja Vichljancevová Zarina Dijasová Fiona Ferrová        |
| 19. července | BNP Paribas Poland Open Gdyně, Polsko WTA 250 antuka dvouhra • čtyřhra            | Maryna Zanevská 6–4, 7–6(7–4)                                                    | Kristína Kučová                                      | Kateryna Kozlovová Tamara Korpatschová                             | Nuria Párrizas Díazová Katarzyna Kawaová Jekatěrine Gorgodzeová Anna Bondárová |
| 19. července | BNP Paribas Poland Open Gdyně, Polsko WTA 250 antuka dvouhra • čtyřhra            | Anna Danilinová Lidzija Marozavová 6–3, 6–2                                      | Kateryna Bondarenková Katarzyna Piterová             | Kateryna Kozlovová Tamara Korpatschová                             | Nuria Párrizas Díazová Katarzyna Kawaová Jekatěrine Gorgodzeová Anna Bondárová |
| 19. července | Palermo Ladies Open Palermo, Itálie WTA 250 antuka dvouhra • čtyřhra              | Danielle Collinsová 6–4, 6–2                                                     | Elena-Gabriela Ruseová                               | Čang Šuaj Océane Dodinová                                          | Astra Sharmaová Olga Danilovićová Lucia Bronzettiová Jaqueline Cristianová     |
| 19. července | Palermo Ladies Open Palermo, Itálie WTA 250 antuka dvouhra • čtyřhra              | Erin Routliffeová Kimberley Zimmermannová 7–6(7–5), 4–6, [10–4]                  | Natela Dzalamidzeová Kamilla Rachimovová             | Čang Šuaj Océane Dodinová                                          | Astra Sharmaová Olga Danilovićová Lucia Bronzettiová Jaqueline Cristianová     |
| 26. července | Letní olympijské hry Tokio, Japonsko Olympijské hry tvrdý dvouhra • čtyřhra • mix | Zlatá medaile                                                                    | Stříbrná medaile                                     | Bronzová medaile                                                   | 4. místo                                                                       |
| 26. července | Letní olympijské hry Tokio, Japonsko Olympijské hry tvrdý dvouhra • čtyřhra • mix | Belinda Bencicová (SUI) · 7–5, 2–6, 6–3                                          | Markéta Vondroušová (CZE)                            | Elina Svitolinová (UKR) · 1–6, 7–6(7–5), 6–4                       | Jelena Rybakinová (KAZ)                                                        |
| 26. července | Letní olympijské hry Tokio, Japonsko Olympijské hry tvrdý dvouhra • čtyřhra • mix | Barbora Krejčíková (CZE) · Kateřina Siniaková (CZE) · 7–5, 6–1                   | Belinda Bencicová (SUI) · Viktorija Golubicová (SUI) | Laura Pigossiová (BRA) · Luisa Stefaniová (BRA) · 4–6, 6–4, [11–9] | Veronika Kuděrmetovová (ROC) · Jelena Vesninová (ROC)                          |
| 26. července | Letní olympijské hry Tokio, Japonsko Olympijské hry tvrdý dvouhra • čtyřhra • mix | Anastasija Pavljučenkovová (ROC) · Andrej Rubljov (ROC) · 6–3, 6–7(5–7), [13–11] | Jelena Vesninová (ROC) · Aslan Karacev (ROC)         | Ashleigh Bartyová (AUS) · John Peers (AUS) · bez boje              | Nina Stojanovićová (SRB) · Novak Djoković (SRB)                                |

### Srpen
| Týden od          | Turnaj | Vítězky                                                 | Finalistky                            | Semifinalistky                             | Čtvrtfinalistky                                                              |
| ----------------- | --- | ------------------------------------------------------- | ------------------------------------- | ------------------------------------------ | ---------------------------------------------------------------------------- |
| 2. srpna          | Silicon Valley Classic San José, Spojené státy WTA 500 565 530 $ – tvrdý – 28S/16Q/16D dvouhra • čtyřhra                     | Danielle Collinsová 6–3, 6–7(10–12), 6–1                | Darja Kasatkinová                     | Elise Mertensová Ana Konjuhová             | Julia Putincevová Magda Linetteová Čang Šuaj Jelena Rybakinová               |
| 2. srpna          | Silicon Valley Classic San José, Spojené státy WTA 500 565 530 $ – tvrdý – 28S/16Q/16D dvouhra • čtyřhra                     | Darija Juraková Andreja Klepačová 6–1, 7–5              | Gabriela Dabrowská Luisa Stefaniová   | Elise Mertensová Ana Konjuhová             | Julia Putincevová Magda Linetteová Čang Šuaj Jelena Rybakinová               |
| 2. srpna          | Winners Open Kluž, Rumunsko WTA 250 235 238 $ – antuka – 32D/24Q/16Č dvouhra • čtyřhra                                       | Andrea Petkovicová 6–1, 6–1                             | Majar Šarífová                        | Mihaela Buzărnescuová Aleksandra Krunićová | Kristína Kučová Kristýna Plíšková Anna Karolína Schmiedlová Seone Mendezová  |
| 2. srpna          | Winners Open Kluž, Rumunsko WTA 250 235 238 $ – antuka – 32D/24Q/16Č dvouhra • čtyřhra                                       | Natela Dzalamidzeová Kaja Juvanová 6–3, 6–4             | Katarzyna Piterová Majar Šarífová     | Mihaela Buzărnescuová Aleksandra Krunićová | Kristína Kučová Kristýna Plíšková Anna Karolína Schmiedlová Seone Mendezová  |
| 9. srpna          | Canadian Open Montréal, Kanada WTA 1000 Non-Mandatory 1 835 490 $– tvrdý – 56S/32Q/28D dvouhra • čtyřhra                     | Camila Giorgiová 6–3, 7–5                               | Karolína Plíšková                     | Aryna Sabalenková Jessica Pegulaová        | Viktoria Azarenková Sara Sorribesová Tormová Coco Gauffová Ons Džabúrová     |
| 9. srpna          | Canadian Open Montréal, Kanada WTA 1000 Non-Mandatory 1 835 490 $– tvrdý – 56S/32Q/28D dvouhra • čtyřhra                     | Gabriela Dabrowská Luisa Stefaniová 6–3, 6–4            | Darija Juraková Andreja Klepačová     | Aryna Sabalenková Jessica Pegulaová        | Viktoria Azarenková Sara Sorribesová Tormová Coco Gauffová Ons Džabúrová     |
| 16. srpna         | Western & Southern Open Cincinnati, Spojené státy WTA 1000 Non-Mandatory 2 114 989 $ – tvrdý – 56S/32Q/28D dvouhra • čtyřhra | Ashleigh Bartyová 6–3, 6–1                              | Jil Teichmannová                      | Angelique Kerberová Karolína Plíšková      | Barbora Krejčíková Petra Kvitová Paula Badosová Belinda Bencicová            |
| 16. srpna         | Western & Southern Open Cincinnati, Spojené státy WTA 1000 Non-Mandatory 2 114 989 $ – tvrdý – 56S/32Q/28D dvouhra • čtyřhra | Samantha Stosurová Čang Šuaj 7–5, 6–3                   | Gabriela Dabrowská Luisa Stefaniová   | Angelique Kerberová Karolína Plíšková      | Barbora Krejčíková Petra Kvitová Paula Badosová Belinda Bencicová            |
| 23. srpna         | Tennis in the Land Cleveland, Spojené státy WTA 250 235 238 $ – tvrdý – 32S/16Q/16D dvouhra • čtyřhra                        | Anett Kontaveitová 7–6(7–5), 6–4                        | Irina-Camelia Beguová                 | Magda Linetteová Sara Sorribesová Tormová  | Darja Kasatkinová Aljaksandra Sasnovičová Čang Šuaj Kateřina Siniaková       |
| 23. srpna         | Tennis in the Land Cleveland, Spojené státy WTA 250 235 238 $ – tvrdý – 32S/16Q/16D dvouhra • čtyřhra                        | Šúko Aojamová Ena Šibaharaová 7–5, 6–3                  | Christina McHaleová Sania Mirzaová    | Magda Linetteová Sara Sorribesová Tormová  | Darja Kasatkinová Aljaksandra Sasnovičová Čang Šuaj Kateřina Siniaková       |
| 23. srpna         | Chicago Women's Open Chicago, Spojené státy WTA 250 235 238 $ – tvrdý – 32S/16Q/16D dvouhra • čtyřhra                        | Elina Svitolinová 7–5, 6–4                              | Alizé Cornetová                       | Rebecca Petersonová Varvara Gračovová      | Kristina Mladenovicová Tereza Martincová Marta Kosťuková Markéta Vondroušová |
| 23. srpna         | Chicago Women's Open Chicago, Spojené státy WTA 250 235 238 $ – tvrdý – 32S/16Q/16D dvouhra • čtyřhra                        | Nadija Kičenoková Raluca Olaruová 7–6(8–6), 5–7, [10–8] | Ljudmyla Kičenoková Makoto Ninomijová | Rebecca Petersonová Varvara Gračovová      | Kristina Mladenovicová Tereza Martincová Marta Kosťuková Markéta Vondroušová |
| 30. srpna 6. září | US Open New York, Spojené státy Grand Slam tvrdý dvouhra • čtyřhra • mix                                                     | Emma Raducanuová 6–4, 6–3                               | Leylah Fernandezová                   | Maria Sakkariová Aryna Sabalenková         | Belinda Bencicová Karolína Plíšková Elina Svitolinová Barbora Krejčíková     |
| 30. srpna 6. září | US Open New York, Spojené státy Grand Slam tvrdý dvouhra • čtyřhra • mix                                                     | Samantha Stosurová Čang Šuaj 6–3, 3–6, 6–3              | Coco Gauffová Caty McNallyová         | Maria Sakkariová Aryna Sabalenková         | Belinda Bencicová Karolína Plíšková Elina Svitolinová Barbora Krejčíková     |
| 30. srpna 6. září | US Open New York, Spojené státy Grand Slam tvrdý dvouhra • čtyřhra • mix                                                     | Desirae Krawczyková Joe Salisbury 7–5, 6–2              | Giuliana Olmosová Marcelo Arévalo     | Maria Sakkariová Aryna Sabalenková         | Belinda Bencicová Karolína Plíšková Elina Svitolinová Barbora Krejčíková     |

### Září
| Týden od | Turnaj | Vítězky                                                    | Finalistky                                        | Semifinalistky                            | Čtvrtfinalistky                                                                    |
| -------- | --- | ---------------------------------------------------------- | ------------------------------------------------- | ----------------------------------------- | ---------------------------------------------------------------------------------- |
| 13. září | Luxembourg Open Lucemburk, Lucembursko WTA 250 235 238 $ – tvrdý (h) – 30S/24Q/16D dvouhra • čtyřhra          | Clara Tausonová 6–3, 4–6, 6–4                              | Jeļena Ostapenková                                | Ljudmila Samsonovová Markéta Vondroušová  | Belinda Bencicová Alizé Cornetová Marie Bouzková Elise Mertensová                  |
| 13. září | Luxembourg Open Lucemburk, Lucembursko WTA 250 235 238 $ – tvrdý (h) – 30S/24Q/16D dvouhra • čtyřhra          | Greet Minnenová Alison Van Uytvancková 6–3, 6–3            | Erin Routliffeová Kimberley Zimmermannová         | Ljudmila Samsonovová Markéta Vondroušová  | Belinda Bencicová Alizé Cornetová Marie Bouzková Elise Mertensová                  |
| 13. září | Zavarovalnica Sava Portorož Portorož, Slovinsko WTA 250 235 238 $ – tvrdý (h) – 32S/24Q/16D dvouhra • čtyřhra | Jasmine Paoliniová 7–6(7–4), 6–2                           | Alison Riskeová                                   | Kaja Juvanová Julia Putincevová           | Tamara Zidanšeková Kristina Mladenovicová Sorana Cîrsteaová Lucia Bronzettiová     |
| 13. září | Zavarovalnica Sava Portorož Portorož, Slovinsko WTA 250 235 238 $ – tvrdý (h) – 32S/24Q/16D dvouhra • čtyřhra | Anna Kalinská Tereza Mihalíková 4–6, 6–2, [12–10]          | Aleksandra Krunićová Lesley Pattinama Kerkhoveová | Kaja Juvanová Julia Putincevová           | Tamara Zidanšeková Kristina Mladenovicová Sorana Cîrsteaová Lucia Bronzettiová     |
| 20. září | J&T Banka Ostrava Open Ostrava, Česko WTA 500 565 530 $– tvrdý (h) – 28S/24Q/16D dvouhra • čtyřhra            | Anett Kontaveitová 6–2, 7–5                                | Maria Sakkariová                                  | Iga Świąteková Petra Kvitová              | Jelena Rybakinová Tereza Martincová Belinda Bencicová Jil Teichmannová             |
| 20. září | J&T Banka Ostrava Open Ostrava, Česko WTA 500 565 530 $– tvrdý (h) – 28S/24Q/16D dvouhra • čtyřhra            | Sania Mirzaová Čang Šuaj 6–3, 6–2                          | Kaitlyn Christianová Erin Routliffeová            | Iga Świąteková Petra Kvitová              | Jelena Rybakinová Tereza Martincová Belinda Bencicová Jil Teichmannová             |
| 27. září | Chicago Fall Tennis Classic Chicago, Spojené státy WTA 500 tvrdý dvouhra • čtyřhra                            | Garbiñe Muguruzaová 3–6, 6–3, 6–0                          | Ons Džabúrová                                     | Jelena Rybakinová Markéta Vondroušová     | Elina Svitolinová Belinda Bencicová Danielle Collinsová Mai Hontamová              |
| 27. září | Chicago Fall Tennis Classic Chicago, Spojené státy WTA 500 tvrdý dvouhra • čtyřhra                            | Květa Peschkeová Andrea Petkovicová 6–3, 6–1               | Caroline Dolehideová Coco Vandewegheová           | Jelena Rybakinová Markéta Vondroušová     | Elina Svitolinová Belinda Bencicová Danielle Collinsová Mai Hontamová              |
| 27. září | Astana Open Nur-Sultan, Kazachstán WTA 250 tvrdý (h) – 32S/24Q/16D dvouhra • čtyřhra                          | Alison Van Uytvancková 1–6, 6–4, 6–3                       | Julia Putincevová                                 | Rebecca Petersonová Jaqueline Cristianová | Anastasija Gasanovová Anastasija Potapovová Aleksandra Krunićová Varvara Gračovová |
| 27. září | Astana Open Nur-Sultan, Kazachstán WTA 250 tvrdý (h) – 32S/24Q/16D dvouhra • čtyřhra                          | Anna-Lena Friedsamová Monica Niculescuová 6–2, 4–6, [10–5] | Angelina Gabujevová Anastasija Zacharovová        | Rebecca Petersonová Jaqueline Cristianová | Anastasija Gasanovová Anastasija Potapovová Aleksandra Krunićová Varvara Gračovová |

### Říjen
| Týden od           | Turnaj | Vítězky                                                | Finalistky                                        | Semifinalistky                          | Čtvrtfinalistky                                                                  |
| ------------------ | --- | ------------------------------------------------------ | ------------------------------------------------- | --------------------------------------- | -------------------------------------------------------------------------------- |
| 4. října 11. října | BNP Paribas Open Indian Wells, Spojené státy WTA 1000 Mandatory 8 761 725 $ – tvrdý – 96S/48Q/32D dvouhra • čtyřhra | Paula Badosová 7–6(7–5), 2–6, 7–6(7–2)                 | Viktoria Azarenková                               | Ons Džabúrová Jeļena Ostapenková        | Anett Kontaveitová Angelique Kerberová Jessica Pegulaová Shelby Rogersová        |
| 4. října 11. října | BNP Paribas Open Indian Wells, Spojené státy WTA 1000 Mandatory 8 761 725 $ – tvrdý – 96S/48Q/32D dvouhra • čtyřhra | Sie Šu-wej Elise Mertensová 7–6(7–1), 6–3              | Veronika Kuděrmetovová Jelena Rybakinová          | Ons Džabúrová Jeļena Ostapenková        | Anett Kontaveitová Angelique Kerberová Jessica Pegulaová Shelby Rogersová        |
| 18. října          | Kremlin Cup Moskva, Rusko WTA 500 565 530 $ – tvrdý (h) – 28S/24Q/16D dvouhra • čtyřhra                             | Anett Kontaveitová 4–6, 6–4, 7–5                       | Jekatěrina Alexandrovová                          | Maria Sakkariová Markéta Vondroušová    | Aryna Sabalenková Simona Halepová Anastasija Pavljučenkovová Garbiñe Muguruzaová |
| 18. října          | Kremlin Cup Moskva, Rusko WTA 500 565 530 $ – tvrdý (h) – 28S/24Q/16D dvouhra • čtyřhra                             | Jeļena Ostapenková Kateřina Siniaková 6–2, 4–6, [10–8] | Nadija Kičenoková Ioana Raluca Olaruová           | Maria Sakkariová Markéta Vondroušová    | Aryna Sabalenková Simona Halepová Anastasija Pavljučenkovová Garbiñe Muguruzaová |
| 18. října          | Tenerife Ladies Open Tenerife, Španělsko WTA 250 235 238 $ – tvrdý – 32S/24Q/16D dvouhra • čtyřhra                  | Ann Liová 6–1, 6–4                                     | Camila Osoriová                                   | Camila Giorgiová Alizé Cornetová        | Čeng Saj-saj Arantxa Rusová Irina-Camelia Beguová Anna Karolína Schmiedlová      |
| 18. října          | Tenerife Ladies Open Tenerife, Španělsko WTA 250 235 238 $ – tvrdý – 32S/24Q/16D dvouhra • čtyřhra                  | Ulrikke Eikeriová Ellen Perezová 6–3, 6–3              | Ljudmyla Kičenoková Marta Kosťuková               | Camila Giorgiová Alizé Cornetová        | Čeng Saj-saj Arantxa Rusová Irina-Camelia Beguová Anna Karolína Schmiedlová      |
| 25. října          | Courmayeur Ladies Open Courmayeur, Itálie WTA 250 235 238 $– tvrdý (h) – 32S/23Q/16D dvouhra • čtyřhra              | Donna Vekićová 7–6(7–3), 6–2                           | Clara Tausonová                                   | Jasmine Paoliniová Ljudmila Samsonovová | Dajana Jastremská Wang Sin-jü Anna Kalinská Ann Liová                            |
| 25. října          | Courmayeur Ladies Open Courmayeur, Itálie WTA 250 235 238 $– tvrdý (h) – 32S/23Q/16D dvouhra • čtyřhra              | Wang Sin-jü Čeng Saj-saj 6–4, 3–6, [10–5]              | Eri Hozumiová Čang Šuaj                           | Jasmine Paoliniová Ljudmila Samsonovová | Dajana Jastremská Wang Sin-jü Anna Kalinská Ann Liová                            |
| 25. října          | Transylvania Open Kluž, Rumunsko 235 238 $– tvrdý (h) – 32S/20Q/16D dvouhra • čtyřhra                               | Anett Kontaveitová 6–2, 6–3                            | Simona Halepová                                   | Marta Kosťuková Rebecca Petersonová     | Jaqueline Cristianová Emma Raducanuová Lesja Curenková Anhelina Kalininová       |
| 25. října          | Transylvania Open Kluž, Rumunsko 235 238 $– tvrdý (h) – 32S/20Q/16D dvouhra • čtyřhra                               | Irina Baraová Jekatěrine Gorgodzeová 4–6, 6–1, [11–9]  | Aleksandra Krunićová Lesley Pattinama Kerkhoveová | Marta Kosťuková Rebecca Petersonová     | Jaqueline Cristianová Emma Raducanuová Lesja Curenková Anhelina Kalininová       |

### Listopad
| Týden od     | Turnaj                                                                                          | Vítězky                                           | Finalistky                  | Semifinalistky                      | Čtvrtfinalistky                                                                        |
| ------------ | ----------------------------------------------------------------------------------------------- | ------------------------------------------------- | --------------------------- | ----------------------------------- | -------------------------------------------------------------------------------------- |
| 1. listopadu | Finále Billie Jean King Cupu Praha, Česko tvrdý – 12 týmů                                       | RTF 2–0                                           | Švýcarsko                   | Spojené státy Austrálie             |                                                                                        |
| 8. listopadu | WTA Finals Guadalajara, Mexiko Tour Championships 5 000 000 $ – tvrdý – 8S/8D dvouhra • čtyřhra | Garbiñe Muguruzaová 6–3, 7–5                      | Anett Kontaveitová          | Paula Badosová Maria Sakkariová     | Základní skupina Barbora Krejčíková Karolína Plíšková Aryna Sabalenková Iga Świąteková |
| 8. listopadu | WTA Finals Guadalajara, Mexiko Tour Championships 5 000 000 $ – tvrdý – 8S/8D dvouhra • čtyřhra | Barbora Krejčíková Kateřina Siniaková 6–3, 6–4    | Sie Šu-wej Elise Mertensová | Paula Badosová Maria Sakkariová     | Základní skupina Barbora Krejčíková Karolína Plíšková Aryna Sabalenková Iga Świąteková |
| 8. listopadu | Linz Open Linec, Rakousko WTA 250 tvrdý (h) – 28S/16Q/16D dvouhra • čtyřhra                     | Alison Riskeová 2–6, 6–2, 7–5                     | Jaqueline Cristianová       | Danielle Collinsová Simona Halepová | Wang Sin-jü Alison Van Uytvancková Veronika Kuděrmetovová Jasmine Paoliniová           |
| 8. listopadu | Linz Open Linec, Rakousko WTA 250 tvrdý (h) – 28S/16Q/16D dvouhra • čtyřhra                     | Natela Dzalamidzeová Kamilla Rachimovová 6–4, 6–2 | Wang Sin-jü Čeng Saj-saj    | Danielle Collinsová Simona Halepová | Wang Sin-jü Alison Van Uytvancková Veronika Kuděrmetovová Jasmine Paoliniová           |

### Přeložené a zrušené turnaje
Pandemie covidu-19 postihla ženský okruh WTA Tour i mužský okruh ATP Tour. Tabulka uvádí přeložené či zrušené turnaje.
| Týden od             | turnaj                                                                | stav                                                   |
| -------------------- | --------------------------------------------------------------------- | ------------------------------------------------------ |
| 4. ledna             | Brisbane International Brisbane, Austrálie WTA 500 tvrdý              | zrušeno                                                |
| 4. ledna             | Auckland Open Auckland, Nový Zéland WTA 250 tvrdý                     | zrušeno                                                |
| 4. ledna             | Shenzhen Open Šen-čen, Čína WTA 250 tvrdý                             | zrušeno                                                |
| 11. ledna            | Adelaide International Adelaide, Austrálie WTA 500 tvrdý              | přeloženo na 1. února z Adelaide do Melbourne          |
| 11. ledna            | Hobart International Hobart, Austrálie WTA 250 tvrdý                  | zrušeno                                                |
| 18. ledna 25. ledna  | Australian Open Melbourne, Austrálie Grand Slam tvrdý                 | přeloženo na 8. února                                  |
| 8. února             | St. Petersburg Ladies Trophy Petrohrad, Rusko WTA 500 tvrdý (h)       | přeloženo na 15. března kvůli posunutí Australian Open |
| 8. února             | Thailand Open Hua Hin, Thajsko WTA 250 tvrdý                          | zrušeno                                                |
| 15. února            | Qatar Total Open Dauhá, Katar WTA 500 tvrdý                           | přeloženo na 1. března kvůli posunutí Australian Open  |
| 22. února            | Mexican Open Acapulco, Mexiko WTA 250 tvrdý                           | zrušeno                                                |
| 8. března 15. března | BNP Paribas Open Indian Wells, Spojené státy WTA 1000 Mandatory tvrdý | přeloženo od říjen 2021                                |
| 12. dubna            | Finále Billie Jean King Cupu bude oznámeno – 12 týmů                  | odloženo na listopad a přesunuto do Prahy              |
| 12. dubna            | Kunming Open An-ning, Čína WTA 250 antuka                             | odloženo                                               |
| 17. května           | Morocco Open Rabat, Maroko WTA 250 antuka                             | odloženo                                               |
| 17. května           | Cologne Open Kolín nad Rýnem, Německo WTA 250 antuka                  | zrušeno                                                |
| 24. května           | French Open Paříž, Francie Grand Slam antuka                          | přeloženo na 31. května                                |
| 7. června            | Libéma Open 's-Hertogenbosch, Nizozemsko WTA 250 tráva                | zrušeno                                                |
| 13. září             | Zhengzhou Open Čeng-čou, Čína WTA 500 tvrdý                           | zrušeno                                                |
| 13. září             | Japan Women's Open Hirošima, Japonsko WTA 250 tvrdý                   | zrušeno                                                |
| 20. září             | Pan Pacific Open Tokio, Japonsko WTA 500 tvrdý                        | zrušeno                                                |
| 20. září             | Guangzhou Open Kanton, Čína WTA 250 tvrdý                             | zrušeno                                                |
| 20. září             | Korea Open Soul, Jižní Korea WTA 250 tvrdý                            | zrušeno                                                |
| 27. září             | Wuhan Open Wu-chan, Čína WTA 1000 Non-Mandatory tvrdý                 | zrušeno                                                |
| 4. října             | China Open Peking, Čína WTA 1000 Mandatory tvrdý                      | zrušeno                                                |
| 11. října            | Hong Kong Open Hongkong WTA 250 tvrdý                                 | zrušeno                                                |
| 11. října            | Tianjin Open Tchien-ťin, Čína WTA 250 tvrdý                           | zrušeno                                                |
| 11. října            | Linz Open Linec, Rakousko WTA 250 tvrdý (h)                           | přeloženo na listopad 2021                             |
| 18. října            | Jiangxi Open Nan-čchang, Čína WTA 250 tvrdý                           | zrušeno                                                |
| 1. listopadu         | WTA Elite Trophy Ču-chaj, Čína Tour Championships tvrdý               | zrušeno                                                |
| 8. listopadu         | WTA Finals Šen-čen, Čína Tour Championships tvrdý (h)                 | přeloženo do Guadalajary                               |

## Statistiky

### Tituly podle tenistek
|           |                                  | Grand Slam | Grand Slam | Grand Slam | Olympijské hry | Olympijské hry | Olympijské hry | Turnaj mistryň | Turnaj mistryň | WTA 1000      | WTA 1000      | WTA 1000 | WTA 1000 | WTA 500 | WTA 500 | WTA 250 | WTA 250 | Celkem | Celkem | Celkem |
| Mandatory | Mandatory                        | Grand Slam | Grand Slam | Grand Slam | Olympijské hry | Olympijské hry | Olympijské hry | Turnaj mistryň | Turnaj mistryň | Non-mandatory | Non-mandatory |          |          | WTA 500 | WTA 500 | WTA 250 | WTA 250 | Celkem | Celkem | Celkem |
| T         | Tenistka                         | D          | Č          | X          | D              | Č              | X              | D              | Č              | D             | Č             | D        | Č        | D       | Č       | D       | Č       | D      | Č      | X      |
| --------- | -------------------------------- | ---------- | ---------- | ---------- | -------------- | -------------- | -------------- | -------------- | -------------- | ------------- | ------------- | -------- | -------- | ------- | ------- | ------- | ------- | ------ | ------ | ------ |
| 9         | Barbora Krejčíková (CZE)         | ●          | ●          | ●          |                | ●              |                |                | ●              |               | ●             |          |          |         | ●       | ●       |         | 3      | 5      | 1      |
| 6         | Ashleigh Bartyová (AUS)          | ●          |            |            |                |                |                |                |                | ●             |               | ●        |          | ●       | ●       |         |         | 5      | 1      | 0      |
| 6         | Kateřina Siniaková (CZE)         |            | ●          |            |                | ●              |                |                | ●              |               | ●             |          |          |         | ●       |         |         | 0      | 6      | 0      |
| 5         | Elise Mertensová (BEL)           |            | ●          |            |                |                |                |                |                |               | ●             |          |          | ●       |         |         | ●       | 1      | 4      | 0      |
| 5         | Desirae Krawczyková (USA)        |            |            | ●          |                |                |                |                |                |               |               |          |          |         | ●       |         | ●       | 0      | 2      | 3      |
| 5         | Šúko Aojamová (JPN)              |            |            |            |                |                |                |                |                |               | ●             |          |          |         | ●       |         | ●       | 0      | 5      | 0      |
| 5         | Ena Šibaharaová (JPN)            |            |            |            |                |                |                |                |                |               | ●             |          |          |         | ●       |         | ●       | 0      | 5      | 0      |
| 4         | Aryna Sabalenková (BLR)          |            | ●          |            |                |                |                |                |                | ●             |               |          |          | ●       | ●       |         |         | 2      | 2      | 0      |
| 4         | Anett Kontaveitová (EST)         |            |            |            |                |                |                |                |                |               |               |          |          | ●       |         | ●       |         | 4      | 0      | 0      |
| 3         | Čang Šuaj (CHN)                  |            | ●          |            |                |                |                |                |                |               |               |          | ●        |         | ●       |         |         | 0      | 3      | 0      |
| 3         | Garbiñe Muguruzaová (ESP)        |            |            |            |                |                |                | ●              |                |               |               | ●        |          | ●       |         |         |         | 3      | 0      | 0      |
| 3         | Alexa Guarachiová (CHI)          |            |            |            |                |                |                |                |                |               |               |          | ●        |         | ●       |         | ●       | 0      | 3      | 0      |
| 3         | Darija Juraková (CRO)            |            |            |            |                |                |                |                |                |               |               |          | ●        |         | ●       |         | ●       | 0      | 3      | 0      |
| 2         | Sie Šu-wej (TPE)                 |            | ●          |            |                |                |                |                |                |               | ●             |          |          |         |         |         |         | 0      | 2      | 0      |
| 2         | Samantha Stosurová (AUS)         |            | ●          |            |                |                |                |                |                |               |               |          | ●        |         |         |         |         | 0      | 2      | 0      |
| 2         | Paula Badosová (ESP)             |            |            |            |                |                |                |                |                | ●             |               |          |          |         |         | ●       |         | 2      | 0      | 0      |
| 2         | Iga Świąteková (POL)             |            |            |            |                |                |                |                |                |               |               | ●        |          | ●       |         |         |         | 2      | 0      | 0      |
| 2         | Jeļena Ostapenková (LAT)         |            |            |            |                |                |                |                |                |               |               |          |          | ●       | ●       |         |         | 1      | 1      | 0      |
| 2         | Danielle Collinsová (USA)        |            |            |            |                |                |                |                |                |               |               |          |          | ●       |         | ●       |         | 2      | 0      | 0      |
| 2         | Darja Kasatkinová (RUS)          |            |            |            |                |                |                |                |                |               |               |          |          | ●       |         | ●       |         | 2      | 0      | 0      |
| 2         | Veronika Kuděrmetovová (RUS)     |            |            |            |                |                |                |                |                |               |               |          |          | ●       |         |         | ●       | 1      | 1      | 0      |
| 2         | Nicole Melicharová (USA)         |            |            |            |                |                |                |                |                |               |               |          |          |         | ●       |         |         | 0      | 2      | 0      |
| 2         | Demi Schuursová (NED)            |            |            |            |                |                |                |                |                |               |               |          |          |         | ●       |         |         | 0      | 2      | 0      |
| 2         | Andrea Petkovicová (GER)         |            |            |            |                |                |                |                |                |               |               |          |          |         | ●       | ●       |         | 1      | 1      | 0      |
| 2         | Nadija Kičenoková (UKR)          |            |            |            |                |                |                |                |                |               |               |          |          |         | ●       |         | ●       | 0      | 2      | 0      |
| 2         | Andreja Klepačová (SLO)          |            |            |            |                |                |                |                |                |               |               |          |          |         | ●       |         | ●       | 0      | 2      | 0      |
| 2         | Raluca Olaruová (ROU)            |            |            |            |                |                |                |                |                |               |               |          |          |         | ●       |         | ●       | 0      | 2      | 0      |
| 2         | Clara Tausonová (DEN)            |            |            |            |                |                |                |                |                |               |               |          |          |         |         | ●       |         | 2      | 0      | 0      |
| 2         | Coco Gauffová (USA)              |            |            |            |                |                |                |                |                |               |               |          |          |         |         | ●       | ●       | 1      | 1      | 0      |
| 2         | Jasmine Paoliniová (ITA)         |            |            |            |                |                |                |                |                |               |               |          |          |         |         | ●       | ●       | 1      | 1      | 0      |
| 2         | Astra Sharmaová (AUS)            |            |            |            |                |                |                |                |                |               |               |          |          |         |         | ●       | ●       | 1      | 1      | 0      |
| 2         | Alison Van Uytvancková (BEL)     |            |            |            |                |                |                |                |                |               |               |          |          |         |         | ●       | ●       | 1      | 1      | 0      |
| 2         | Marie Bouzková (CZE)             |            |            |            |                |                |                |                |                |               |               |          |          |         |         |         | ●       | 0      | 2      | 0      |
| 2         | Natela Dzalamidzeová (RUS)       |            |            |            |                |                |                |                |                |               |               |          |          |         |         |         | ●       | 0      | 2      | 0      |
| 2         | Lucie Hradecká (CZE)             |            |            |            |                |                |                |                |                |               |               |          |          |         |         |         | ●       | 0      | 2      | 0      |
| 2         | Caty McNallyová (USA)            |            |            |            |                |                |                |                |                |               |               |          |          |         |         |         | ●       | 0      | 2      | 0      |
| 2         | Ellen Perezová (AUS)             |            |            |            |                |                |                |                |                |               |               |          |          |         |         |         | ●       | 0      | 2      | 0      |
| 2         | Kamilla Rachimovová (RUS)        |            |            |            |                |                |                |                |                |               |               |          |          |         |         |         | ●       | 0      | 2      | 0      |
| 1         | Naomi Ósakaová (JPN)             | ●          |            |            |                |                |                |                |                |               |               |          |          |         |         |         |         | 1      | 0      | 0      |
| 1         | Emma Raducanuová (GBR)           | ●          |            |            |                |                |                |                |                |               |               |          |          |         |         |         |         | 1      | 0      | 0      |
| 1         | Belinda Bencicová (SUI)          |            |            |            | ●              |                |                |                |                |               |               |          |          |         |         |         |         | 1      | 0      | 0      |
| 1         | Anastasija Pavljučenkovová (RUS) |            |            |            |                |                | ●              |                |                |               |               |          |          |         |         |         |         | 0      | 0      | 1      |
| 1         | Camila Giorgiová (ITA)           |            |            |            |                |                |                |                |                |               |               | ●        |          |         |         |         |         | 1      | 0      | 0      |
| 1         | Gabriela Dabrowská (CAN)         |            |            |            |                |                |                |                |                |               |               |          | ●        |         |         |         |         | 0      | 1      | 0      |
| 1         | Sharon Fichmanová (CAN)          |            |            |            |                |                |                |                |                |               |               |          | ●        |         |         |         |         | 0      | 1      | 0      |
| 1         | Giuliana Olmosová (MEX)          |            |            |            |                |                |                |                |                |               |               |          | ●        |         |         |         |         | 0      | 1      | 0      |
| 1         | Luisa Stefaniová (BRA)           |            |            |            |                |                |                |                |                |               |               |          | ●        |         |         |         |         | 0      | 1      | 0      |
| 1         | Petra Kvitová (CZE)              |            |            |            |                |                |                |                |                |               |               |          |          | ●       |         |         |         | 1      | 0      | 0      |
| 1         | Ljudmila Samsonovová (RUS)       |            |            |            |                |                |                |                |                |               |               |          |          | ●       |         |         |         | 1      | 0      | 0      |
| 1         | Viktoria Azarenková (BLR)        |            |            |            |                |                |                |                |                |               |               |          |          |         | ●       |         |         | 0      | 1      | 0      |
| 1         | Jennifer Bradyová (USA)          |            |            |            |                |                |                |                |                |               |               |          |          |         | ●       |         |         | 0      | 1      | 0      |
| 1         | Sania Mirzaová (IND)             |            |            |            |                |                |                |                |                |               |               |          |          |         | ●       |         |         | 0      | 1      | 0      |
| 1         | Květa Peschkeová (CZE)           |            |            |            |                |                |                |                |                |               |               |          |          |         | ●       |         |         | 0      | 1      | 0      |
| 1         | Sorana Cîrsteaová (ROU)          |            |            |            |                |                |                |                |                |               |               |          |          |         |         | ●       |         | 1      | 0      | 0      |
| 1         | Leylah Fernandezová (CAN)        |            |            |            |                |                |                |                |                |               |               |          |          |         |         | ●       |         | 1      | 0      | 0      |
| 1         | Ons Džabúrová (TUN)              |            |            |            |                |                |                |                |                |               |               |          |          |         |         | ●       |         | 1      | 0      | 0      |
| 1         | Angelique Kerberová (GER)        |            |            |            |                |                |                |                |                |               |               |          |          |         |         | ●       |         | 1      | 0      | 0      |
| 1         | Johanna Kontaová (GBR)           |            |            |            |                |                |                |                |                |               |               |          |          |         |         | ●       |         | 1      | 0      | 0      |
| 1         | Ann Liová (USA)                  |            |            |            |                |                |                |                |                |               |               |          |          |         |         | ●       |         | 1      | 0      | 0      |
| 1         | Camila Osoriová (COL)            |            |            |            |                |                |                |                |                |               |               |          |          |         |         | ●       |         | 1      | 0      | 0      |
| 1         | Julia Putincevová (KAZ)          |            |            |            |                |                |                |                |                |               |               |          |          |         |         | ●       |         | 1      | 0      | 0      |
| 1         | Alison Riskeová (USA)            |            |            |            |                |                |                |                |                |               |               |          |          |         |         | ●       |         | 1      | 0      | 0      |
| 1         | Elena-Gabriela Ruseová (ROU)     |            |            |            |                |                |                |                |                |               |               |          |          |         |         | ●       |         | 1      | 0      | 0      |
| 1         | Sara Sorribes Tormová (ESP)      |            |            |            |                |                |                |                |                |               |               |          |          |         |         | ●       |         | 1      | 0      | 0      |
| 1         | Elina Svitolinová (UKR)          |            |            |            |                |                |                |                |                |               |               |          |          |         |         | ●       |         | 1      | 0      | 0      |
| 1         | Donna Vekićová (CRO)             |            |            |            |                |                |                |                |                |               |               |          |          |         |         | ●       |         | 1      | 0      | 0      |
| 1         | Maryna Zanevská (BEL)            |            |            |            |                |                |                |                |                |               |               |          |          |         |         | ●       |         | 1      | 0      | 0      |
| 1         | Tamara Zidanšeková (SLO)         |            |            |            |                |                |                |                |                |               |               |          |          |         |         | ●       |         | 1      | 0      | 0      |
| 1         | Susan Bandecchiová (SUI)         |            |            |            |                |                |                |                |                |               |               |          |          |         |         |         | ●       | 0      | 1      | 0      |
| 1         | Hailey Baptisteová (USA)         |            |            |            |                |                |                |                |                |               |               |          |          |         |         |         | ●       | 0      | 1      | 0      |
| 1         | Irina Baraová (ROU)              |            |            |            |                |                |                |                |                |               |               |          |          |         |         |         | ●       | 0      | 1      | 0      |
| 1         | Mihaela Buzărnescuová (ROU)      |            |            |            |                |                |                |                |                |               |               |          |          |         |         |         | ●       | 0      | 1      | 0      |
| 1         | Anna Danilinová (KAZ)            |            |            |            |                |                |                |                |                |               |               |          |          |         |         |         | ●       | 0      | 1      | 0      |
| 1         | Caroline Dolehideová (USA)       |            |            |            |                |                |                |                |                |               |               |          |          |         |         |         | ●       | 0      | 1      | 0      |
| 1         | Ulrikke Eikeriová (NOR)          |            |            |            |                |                |                |                |                |               |               |          |          |         |         |         | ●       | 0      | 1      | 0      |
| 1         | Anna-Lena Friedsamová (GER)      |            |            |            |                |                |                |                |                |               |               |          |          |         |         |         | ●       | 0      | 1      | 0      |
| 1         | Jekatěrine Gorgodzeová (GEO)     |            |            |            |                |                |                |                |                |               |               |          |          |         |         |         | ●       | 0      | 1      | 0      |
| 1         | Kaja Juvanová (SLO)              |            |            |            |                |                |                |                |                |               |               |          |          |         |         |         | ●       | 0      | 1      | 0      |
| 1         | Anna Kalinská (RUS)              |            |            |            |                |                |                |                |                |               |               |          |          |         |         |         | ●       | 0      | 1      | 0      |
| 1         | Ljudmyla Kičenoková (UKR)        |            |            |            |                |                |                |                |                |               |               |          |          |         |         |         | ●       | 0      | 1      | 0      |
| 1         | Aleksandra Krunićová (SRB)       |            |            |            |                |                |                |                |                |               |               |          |          |         |         |         | ●       | 0      | 1      | 0      |
| 1         | Viktória Kužmová (SVK)           |            |            |            |                |                |                |                |                |               |               |          |          |         |         |         | ●       | 0      | 1      | 0      |
| 1         | Elixane Lechemiová (FRA)         |            |            |            |                |                |                |                |                |               |               |          |          |         |         |         | ●       | 0      | 1      | 0      |
| 1         | Lidzija Marozavová (BLR)         |            |            |            |                |                |                |                |                |               |               |          |          |         |         |         | ●       | 0      | 1      | 0      |
| 1         | Tereza Mihalíková (SVK)          |            |            |            |                |                |                |                |                |               |               |          |          |         |         |         | ●       | 0      | 1      | 0      |
| 1         | Greet Minnenová (BEL)            |            |            |            |                |                |                |                |                |               |               |          |          |         |         |         | ●       | 0      | 1      | 0      |
| 1         | Asia Muhammadová (USA)           |            |            |            |                |                |                |                |                |               |               |          |          |         |         |         | ●       | 0      | 1      | 0      |
| 1         | Ingrid Neelová (USA)             |            |            |            |                |                |                |                |                |               |               |          |          |         |         |         | ●       | 0      | 1      | 0      |
| 1         | Monica Niculescuová (ROU)        |            |            |            |                |                |                |                |                |               |               |          |          |         |         |         | ●       | 0      | 1      | 0      |
| 1         | Makoto Ninomijová (JPN)          |            |            |            |                |                |                |                |                |               |               |          |          |         |         |         | ●       | 0      | 1      | 0      |
| 1         | Ankita Rainová (IND)             |            |            |            |                |                |                |                |                |               |               |          |          |         |         |         | ●       | 0      | 1      | 0      |
| 1         | Erin Routliffeová (NZL)          |            |            |            |                |                |                |                |                |               |               |          |          |         |         |         | ●       | 0      | 1      | 0      |
| 1         | Arantxa Rusová (NED)             |            |            |            |                |                |                |                |                |               |               |          |          |         |         |         | ●       | 0      | 1      | 0      |
| 1         | Nina Stojanovićová (SRB)         |            |            |            |                |                |                |                |                |               |               |          |          |         |         |         | ●       | 0      | 1      | 0      |
| 1         | Fanny Stollárová (HUN)           |            |            |            |                |                |                |                |                |               |               |          |          |         |         |         | ●       | 0      | 1      | 0      |
| 1         | Jil Teichmannová (SUI)           |            |            |            |                |                |                |                |                |               |               |          |          |         |         |         | ●       | 0      | 1      | 0      |
| 1         | Simona Waltertová (SUI)          |            |            |            |                |                |                |                |                |               |               |          |          |         |         |         | ●       | 0      | 1      | 0      |
| 1         | Wang Sin-jü (CHN)                |            |            |            |                |                |                |                |                |               |               |          |          |         |         |         | ●       | 0      | 1      | 0      |
| 1         | Čeng Saj-saj (CHN)               |            |            |            |                |                |                |                |                |               |               |          |          |         |         |         | ●       | 0      | 1      | 0      |
| 1         | Kimberley Zimmermannová (BEL)    |            |            |            |                |                |                |                |                |               |               |          |          |         |         |         | ●       | 0      | 1      | 0      |

### Tituly podle států
|           |                        | Grand Slam | Grand Slam | Grand Slam | Olympijské hry | Olympijské hry | Olympijské hry | Turnaj mistryň | Turnaj mistryň | WTA 1000      | WTA 1000      | WTA 1000 | WTA 1000 | WTA 500 | WTA 500 | WTA 250 | WTA 250 | Celkem | Celkem | Celkem |
| Mandatory | Mandatory              | Grand Slam | Grand Slam | Grand Slam | Olympijské hry | Olympijské hry | Olympijské hry | Turnaj mistryň | Turnaj mistryň | Non-mandatory | Non-mandatory |          |          | WTA 500 | WTA 500 | WTA 250 | WTA 250 | Celkem | Celkem | Celkem |
| T         | Stát                   | D          | Č          | X          | D              | Č              | X              | D              | Č              | D             | Č             | D        | Č        | D       | Č       | D       | Č       | D      | Č      | X      |
| --------- | ---------------------- | ---------- | ---------- | ---------- | -------------- | -------------- | -------------- | -------------- | -------------- | ------------- | ------------- | -------- | -------- | ------- | ------- | ------- | ------- | ------ | ------ | ------ |
| 17        | Spojené státy americké |            |            | 3          |                |                |                |                |                |               |               |          |          | 1       | 4       | 4       | 5       | 5      | 9      | 3      |
| 14        | Česko                  | 1          | 1          | 1          |                | 1              |                |                | 1              |               | 1             |          |          | 1       | 3       | 2       | 2       | 4      | 9      | 1      |
| 11        | Austrálie              | 1          | 1          |            |                |                |                |                |                | 1             |               | 1        | 1        | 2       | 1       | 1       | 2       | 6      | 5      | 0      |
| 10        | Rusko                  |            |            |            |                |                | 1              |                |                |               |               |          |          | 3       |         | 1       | 5       | 4      | 5      | 1      |
| 9         | Belgie                 |            | 2          |            |                |                |                |                |                |               | 1             |          |          | 1       |         | 2       | 3       | 3      | 6      | 0      |
| 7         | Japonsko               | 1          |            |            |                |                |                |                |                |               | 1             |          |          |         | 3       |         | 2       | 1      | 6      | 0      |
| 7         | Rumunsko               |            |            |            |                |                |                |                |                |               |               |          |          |         | 1       | 2       | 4       | 2      | 5      | 0      |
| 6         | Španělsko              |            |            |            |                |                |                | 1              |                | 1             |               | 1        |          | 1       |         | 2       |         | 6      | 0      | 0      |
| 5         | Bělorusko              |            | 1          |            |                |                |                |                |                | 1             |               |          |          | 1       | 1       |         | 1       | 2      | 3      | 0      |
| 4         | Čína                   |            | 1          |            |                |                |                |                |                |               |               |          | 1        |         | 1       |         | 1       | 0      | 4      | 0      |
| 4         | Chorvatsko             |            |            |            |                |                |                |                |                |               |               |          | 1        |         | 1       | 1       | 1       | 1      | 3      | 0      |
| 4         | Estonsko               |            |            |            |                |                |                |                |                |               |               |          |          | 2       |         | 2       |         | 4      | 0      | 0      |
| 4         | Německo                |            |            |            |                |                |                |                |                |               |               |          |          |         | 1       | 2       | 1       | 2      | 2      | 0      |
| 4         | Slovinsko              |            |            |            |                |                |                |                |                |               |               |          |          |         | 1       | 1       | 2       | 1      | 3      | 0      |
| 4         | Ukrajina               |            |            |            |                |                |                |                |                |               |               |          |          |         | 1       | 1       | 2       | 1      | 3      | 0      |
| 3         | Švýcarsko              |            |            |            | 1              |                |                |                |                |               |               |          |          |         |         |         | 2       | 1      | 2      | 0      |
| 3         | Itálie                 |            |            |            |                |                |                |                |                |               |               | 1        |          |         |         | 1       | 1       | 2      | 1      | 0      |
| 3         | Kanada                 |            |            |            |                |                |                |                |                |               |               |          | 2        |         |         | 1       |         | 1      | 2      | 0      |
| 3         | Chile                  |            |            |            |                |                |                |                |                |               |               |          | 1        |         | 1       |         | 1       | 0      | 3      | 0      |
| 3         | Nizozemsko             |            |            |            |                |                |                |                |                |               |               |          |          |         | 2       |         | 1       | 0      | 3      | 0      |
| 2         | Spojené království     | 1          |            |            |                |                |                |                |                |               |               |          |          |         |         | 1       |         | 2      | 0      | 0      |
| 2         | Čínská Tchaj-pej       |            | 1          |            |                |                |                |                |                |               | 1             |          |          |         |         |         |         | 0      | 2      | 0      |
| 2         | Polsko                 |            |            |            |                |                |                |                |                |               |               | 1        |          | 1       |         |         |         | 2      | 0      | 0      |
| 2         | Lotyšsko               |            |            |            |                |                |                |                |                |               |               |          |          | 1       | 1       |         |         | 1      | 1      | 0      |
| 2         | Indie                  |            |            |            |                |                |                |                |                |               |               |          |          |         | 1       |         | 1       | 0      | 2      | 0      |
| 2         | Dánsko                 |            |            |            |                |                |                |                |                |               |               |          |          |         |         | 2       |         | 2      | 0      | 0      |
| 2         | Kazachstán             |            |            |            |                |                |                |                |                |               |               |          |          |         |         | 1       | 1       | 1      | 1      | 0      |
| 2         | Slovensko              |            |            |            |                |                |                |                |                |               |               |          |          |         |         |         | 2       | 0      | 2      | 0      |
| 1         | Brazílie               |            |            |            |                |                |                |                |                |               |               |          | 1        |         |         |         |         | 0      | 1      | 0      |
| 1         | Mexiko                 |            |            |            |                |                |                |                |                |               |               |          | 1        |         |         |         |         | 0      | 1      | 0      |
| 1         | Kolumbie               |            |            |            |                |                |                |                |                |               |               |          |          |         |         | 1       |         | 1      | 0      | 0      |
| 1         | Tunisko                |            |            |            |                |                |                |                |                |               |               |          |          |         |         | 1       |         | 1      | 0      | 0      |
| 1         | Francie                |            |            |            |                |                |                |                |                |               |               |          |          |         |         |         | 1       | 0      | 1      | 0      |
| 1         | Gruzie                 |            |            |            |                |                |                |                |                |               |               |          |          |         |         |         | 1       | 0      | 1      | 0      |
| 1         | Maďarsko               |            |            |            |                |                |                |                |                |               |               |          |          |         |         |         | 1       | 0      | 1      | 0      |
| 1         | Nový Zéland            |            |            |            |                |                |                |                |                |               |               |          |          |         |         |         | 1       | 0      | 1      | 0      |
| 1         | Norsko                 |            |            |            |                |                |                |                |                |               |               |          |          |         |         |         | 1       | 0      | 1      | 0      |
| 1         | Srbsko                 |            |            |            |                |                |                |                |                |               |               |          |          |         |         |         | 1       | 0      | 1      | 0      |

### Premiérové tituly

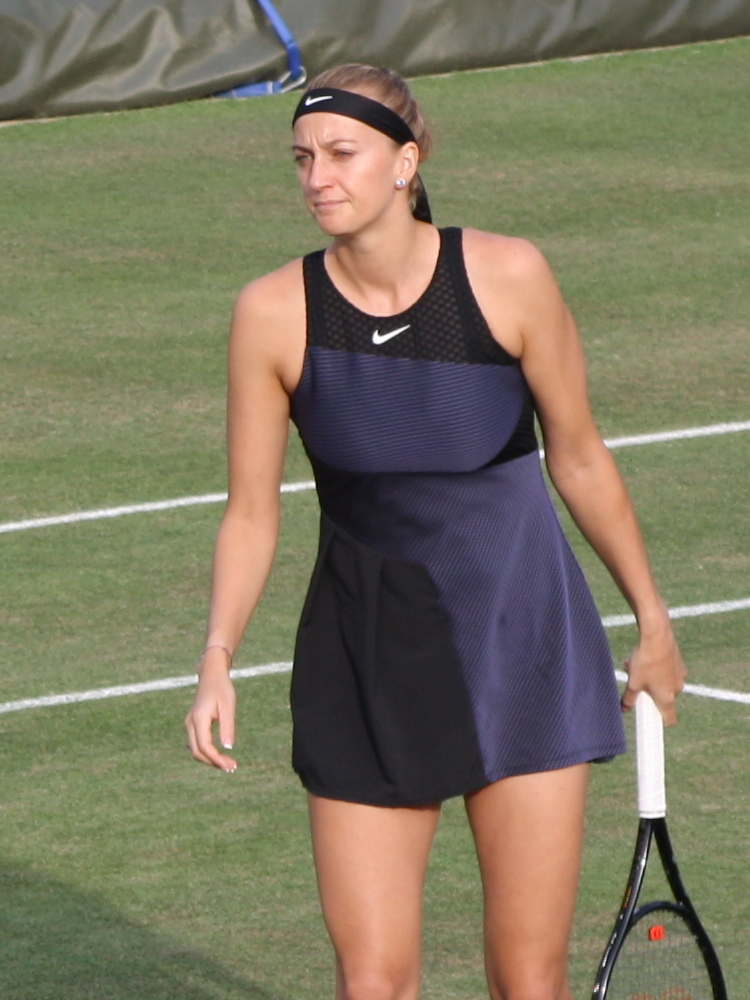
Češka Petra Kvitová vyhrála březnový Qatar Total Open a vybojovala 28. trofej kariéry

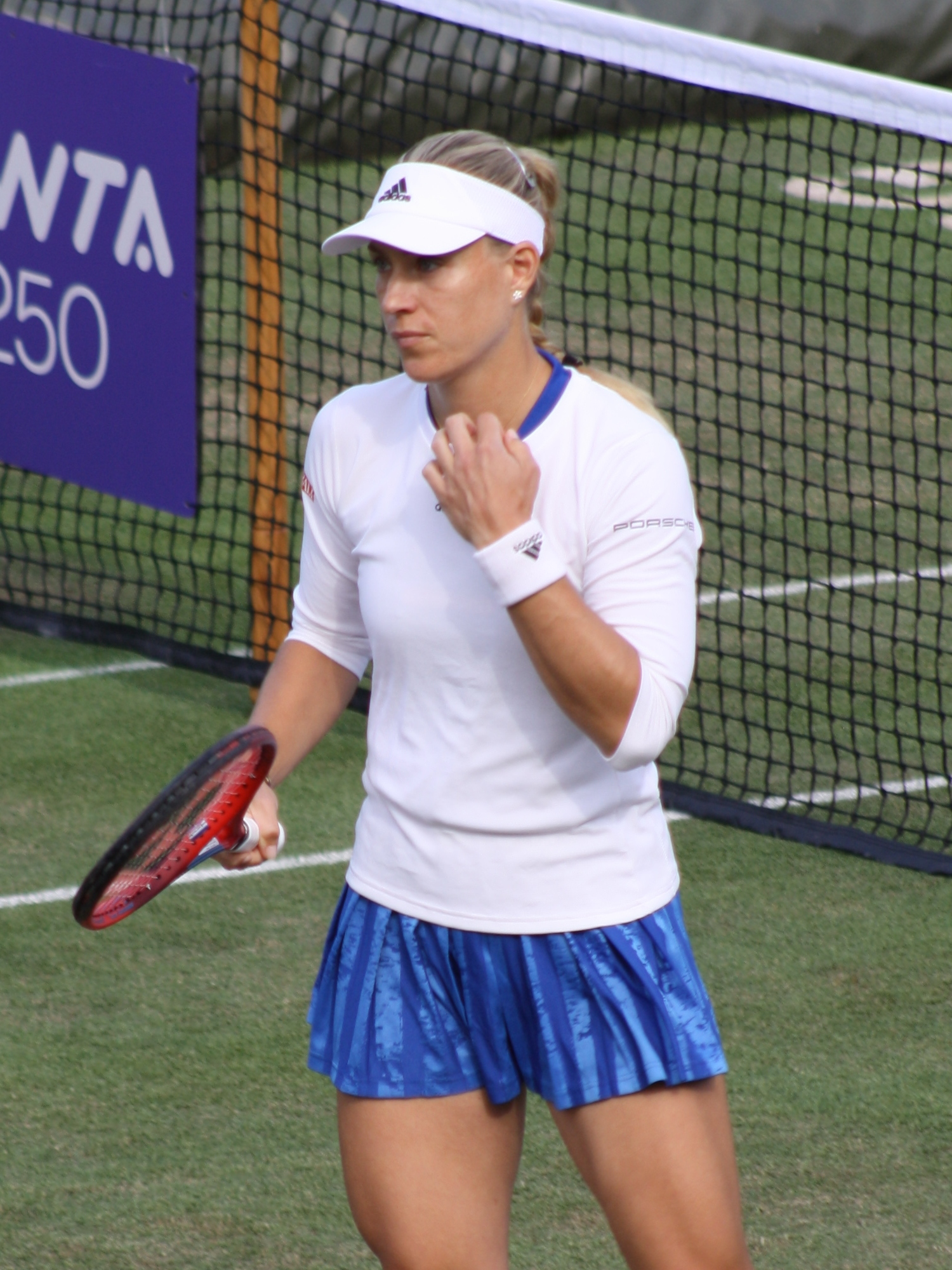
Po třech letech získala trofej Němka Angelique Kerberová na úvodním ročníku travnatého Bad Homburg Open

Hráčky, které získaly první titul ve dvouhře, ve čtyřhře nebo ve smíšené čtyřhře:

#### Dvouhra
- Clara Tausonová (18 let a 76 dní) – Lyon (pavouk)
- Sara Sorribesová Tormová (24 let a 156 dní) – Guadalajara (pavouk)
- Leylah Fernandezová (18 let a 196 dní) – Monterrey (pavouk)
- María Camila Osoriová Serranová (19 let a 110 dní) – Bogotá (pavouk)
- Veronika Kuděrmetovová (23 let a 352 dní) – Charleston 1 (pavouk)
- Astra Sharmaová (25 let a 219 dní) – Charleston 2 (pavouk)
- Paula Badosová (23 let a 188 dní) – Bělehrad (pavouk)
- Barbora Krejčíková (25 let a 162 dní) – Štrasburk (pavouk)
- Ons Džabúrová (26 dní a 296 dní) – Birmingham (pavouk)
- Ljudmila Samsonovová (22 let a 221 dní) – Berlín (pavouk)
- Elena-Gabriela Ruseová (23 let a 247 dní) – Hamburk (pavouk)
- Tamara Zidanšeková (23 let a 204 dní) – Lausanne (pavouk)
- Maryna Zanevská (27 let a 335 dní) – Gdyně (pavouk)
- Danielle Collinsová (27 let a 224 dní) – Palermo (pavouk)
- Emma Raducanuová (18 let a 302 dní) – US Open (pavouk)
- Jasmine Paoliniová (25 let a 249 dní) – Portorož (pavouk)
- Ann Liová (21 let a 120 dní) – Tenerife (pavouk)

#### Čtyřhra
- Ankita Rainová – Melbourne (pavouk)
- Kamilla Rachimovová – Melbourne (pavouk)
- Caroline Dolehideová – Monterrey (pavouk)
- Elixane Lechemiová – Bogotá (pavouk)
- Ingrid Neelová – Bogotá (pavouk)
- Hailey Baptisteová – Charleston 2 (pavouk)
- Jennifer Bradyová – Stuttgart (pavouk)
- Marie Bouzková – Birmingham (pavouk)
- Jasmine Paoliniová – Hamburk (pavouk)
- Jil Teichmannová – Hamburk (pavouk)
- Susan Bandecchiová – Lausanne (pavouk)
- Simona Waltertová – Lausanne (pavouk)
- Anna Danilinová – Gdyně (pavouk)
- Erin Routliffeová – Palermo (pavouk)
- Kimberley Zimmermannová – Palermo (pavouk)
- Natela Dzalamidzeová – Kluž (pavouk)
- Kaja Juvanová – Kluž (pavouk)
- Tereza Mihalíková – Portorož (pavouk)
- Andrea Petkovicová – Chicago (pavouk)
- Ulrikke Eikeriová – Tenerife (pavouk)
- Irina Baraová – Kluž (pavouk)
- Jekatěrine Gorgodzeová – Kluž (pavouk)

#### Smíšená čtyřhra
- Desirae Krawczyková – French Open (pavouk)

### Obhájené tituly
Hráčky, které obhájily titul:

#### Dvouhra
- Ashleigh Bartyová – Miami (pavouk)

#### Čtyřhra
- Sie Šu-wej – Wimbledon (pavouk)
- Lucie Hradecká – Praha (pavouk)
- Elise Mertensová – Indian Wells (pavouk)

#### Smíšená čtyřhra
- Barbora Krejčíková – Australian Open (pavouk)

### Nejstarší vítězky
| Nejstarší vítězky dvouhry | Nejstarší vítězky dvouhry | Nejstarší vítězky dvouhry | Nejstarší vítězky dvouhry |
| Poř.                      | tenistka                  | turnaj                    | věk                       |
| ------------------------- | ------------------------- | ------------------------- | ------------------------- |
| 1.                        | Andrea Petkovicová (GER)  | Winners Open              | 33 let a 334 dní          |
| 2.                        | Angelique Kerberová (GER) | Bad Homburg Open          | 33 let a 160 dní          |
| 3.                        | Alison Riskeová (USA)     | Upper Austria Ladies Linz | 31 let a 132 dní          |
| 4.                        | Sorana Cîrsteaová (ROU)   | Istanbul Cup              | 31 let a 18 dní           |
| 5.                        | Petra Kvitová (CZE)       | Qatar Total Open          | 30 let a 363 dní          |

### Nejmladší vítězky
| Nejmladší vítězky dvouhry | Nejmladší vítězky dvouhry | Nejmladší vítězky dvouhry | Nejmladší vítězky dvouhry |
| Poř.                      | tenistka                  | turnaj                    | věk                       |
| ------------------------- | ------------------------- | ------------------------- | ------------------------- |
| 1.                        | Coco Gauffová (USA)       | Emilia-Romagna Open       | 17 let a 70 dní           |
| 2.                        | Clara Tausonová (DEN)     | Lyon Open                 | 18 let a 76 dní           |
| 3.                        | Leylah Fernandezová (CAN) | Monterrey Open            | 18 let a 196 dní          |
| 4.                        | Clara Tausonová (DEN)     | BGL Luxembourg Open       | 18 let a 272 dní          |
| 5.                        | Emma Raducanuová (GBR)    | US Open                   | 18 let a 302 dní          |

## Žebříček
Konečný žebříček WTA a žebříček WTA Race to Guadalajara pro Turnaj mistryň 2021.

### Dvouhra
Tabulky uvádějí 20 nejvýše postavených tenistek na žebříčku WTA Race to Guadalajara a konečném žebříčku WTA.
| Žebříček WTA Race | Žebříček WTA Race                | Žebříček WTA Race | Žebříček WTA Race |
| Poř.              | tenistka                         | body              | tours             |
| ----------------- | -------------------------------- | ----------------- | ----------------- |
| 1.                | Ashleigh Bartyová (AUS)          | 6 411             | 13                |
| 2.                | Aryna Sabalenková (BLR)          | 4 768             | 17                |
| 3.                | Barbora Krejčíková (CZE)         | 4 518             | 16                |
| 4.                | Karolína Plíšková (CZE)          | 4 036             | 17                |
| 5.                | Maria Sakkariová (GRE)           | 3 341             | 17                |
| 6.                | Iga Świąteková (POL)             | 3 226             | 14                |
| 7.                | Garbiñe Muguruzaová (ESP)        | 3 195             | 18                |
| 8.                | Paula Badosová (ESP)             | 3 112             | 16                |
| 9.                | Anett Kontaveitová (EST)         | 3 096             | 20                |
| 10.               | Ons Džabúrová (TUN)              | 3 020             | 19                |
| 11.               | Naomi Ósakaová (JPN)             | 2 771             | 10                |
| 12.               | Anastasija Pavljučenkovová (RUS) | 2 548             | 18                |
| 13.               | Elina Svitolinová (UKR)          | 2 501             | 20                |
| 14.               | Jessica Pegulaová (USA)          | 2 500             | 18                |
| 15.               | Elise Mertensová (BEL)           | 2 447             | 19                |
| 16.               | Angelique Kerberová (GER)        | 2 387             | 16                |
| 17.               | Coco Gauffová (USA)              | 2 380             | 17                |
| 18.               | Emma Raducanuová (GBR)           | 2 352             | 6                 |
| 19.               | Belinda Bencicová (SUI)          | 2 195             | 20                |
| 20.               | Viktoria Azarenková (BLR)        | 2 165             | 14                |

| Konečný žebříček WTA | Konečný žebříček WTA             | Konečný žebříček WTA | Konečný žebříček WTA | Konečný žebříček WTA | Konečný žebříček WTA | Konečný žebříček WTA | Konečný žebříček WTA |
| Poř.                 | tenistka                         | bodů                 | tours                | '20                  | max                  | min                  | '20→'21              |
| -------------------- | -------------------------------- | -------------------- | -------------------- | -------------------- | -------------------- | -------------------- | -------------------- |
| 1.                   | Ashleigh Bartyová (AUS).         | 7 582                | 16                   | 1.                   | 1.                   | 1.                   | ▬                    |
| 2.                   | Aryna Sabalenková (BLR).         | 6 380                | 20                   | 10.                  | 2.                   | 10.                  | ▲ 8                  |
| 3.                   | Garbiñe Muguruzaová (ESP)        | 5 685                | 21                   | 15.                  | 3.                   | 16.                  | ▲ 12                 |
| 4.                   | Karolína Plíšková (CZE)          | 5 135                | 19                   | 6.                   | 3.                   | 13.                  | ▲ 2                  |
| 5.                   | Barbora Krejčíková (CZE)         | 5 008                | 29                   | 65.                  | 3.                   | 66.                  | ▲ 60                 |
| 6.                   | Maria Sakkariová (GRE)           | 4 385                | 21                   | 22.                  | 6.                   | 25.                  | ▲ 16                 |
| 7.                   | Anett Kontaveitová (EST)         | 4 351                | 23                   | 23.                  | 7.                   | 31.                  | ▲ 16                 |
| 8.                   | Paula Badosová (ESP)             | 3 849                | 32                   | 70.                  | 8.                   | 73.                  | ▲ 62                 |
| 9.                   | Iga Świąteková (POL)             | 3 786                | 16                   | 17.                  | 4.                   | 17.                  | ▲ 8                  |
| 10.                  | Ons Džabúrová (TUN)              | 3 455                | 21.                  | 31.                  | 7.                   | 31.                  | ▲ 21                 |
| 11.                  | Anastasija Pavljučenkovová (RUS) | 3 076                | 20.                  | 38.                  | 11.                  | 46.                  | ▲ 27                 |
| 12.                  | Sofia Keninová (USA)             | 2 971                | 16                   | 4.                   | 4.                   | 15.                  | ▼ 8                  |
| 13.                  | Naomi Ósakaová (JPN)             | 2 956                | 11                   | 3.                   | 2.                   | 13.                  | ▼ 10                 |
| 14.                  | Jelena Rybakinová (KAZ)          | 2 855                | 29                   | 19.                  | 14.                  | 23.                  | ▲ 5                  |
| 15.                  | Elina Svitolinová (UKR)          | 2 726                | 23                   | 5.                   | 4.                   | 15.                  | ▼ 10                 |
| 16.                  | Angelique Kerberová (GER)        | 2 671                | 18                   | 25.                  | 9.                   | 28.                  | ▲ 9                  |
| 17.                  | Petra Kvitová (CZE)              | 2 660                | 20.                  | 8                    | 8.                   | 19.                  | ▼ 9                  |
| 18.                  | Jessica Pegulaová (USA)          | 2 650                | 22                   | 63.                  | 18.                  | 64.                  | ▲ 45                 |
| 19.                  | Emma Raducanuová (GBR)           | 2 627                | 18                   | 345.                 | 19.                  | 366.                 | ▲ 326                |
| 20.                  | Simona Halepová (ROU)            | 2 576                | 17                   | 2.                   | 2.                   | 22.                  | ▼ 18                 |

#### Světové jedničky ve dvouhře
| Hráčka                  | Datum nástupu       | Datum odchodu     |
| ----------------------- | ------------------- | ----------------- |
| Ashleigh Bartyová (AUS) | začátek sezóny 2021 | konec sezóny 2021 |

#### Nové žebříčkové maximum
Hráčky, které v sezóně 2021 zaznamenaly kariérní maximum v první padesátce žebříčku WTA (ztučnění jmen u hráček, které v elitní světové desítce danou sezónu debutovaly a postavení při novém maximu v Top 10):
- Jennifer Bradyová (na 13. místo 22. února)
- Fiona Ferrová (na 39. místo 8. března)
- Veronika Kuděrmetovová (na 28. místo 26. dubna)
- Karolína Muchová (na 19. místo 17. května)
- Nadia Podoroská (na 36. místo 12. července)
- Shelby Rogersová (na 40. místo 12. července)
- Aryna Sabalenková (na 2. místo 23. srpna)
- Coco Gauffová (na 19. místo 13. září)
- Iga Świąteková (na 4. místo 27. září)
- Sara Sorribesová Tormová (na 34. místo 18. října)
- Barbora Krejčíková (na 3. místo 1. listopadu)
- Ons Džabúrová (na 7. místo 1. listopadu)
- Maria Sakkariová (na 6. místo 1. listopadu)
- Ann Liová (na 47. místo 1. listopadu)
- Tereza Martincová (na 48. místo 1. listopadu)
- Marta Kosťuková (na 50. místo 1. listopadu)
- Anastasija Pavljučenkovová (na 11. místo 8. listopadu)
- Jelena Rybakinová (na 14. místo 8. listopadu)
- Leylah Fernandezová (na 24. místo 8. listopadu)
- Ljudmila Samsonovová (na 39. místo 8. listopadu)
- Viktorija Golubicová (na 43. místo 8. listopadu)
- Clara Tausonová (na 44. místo 8. listopadu)
- Anett Kontaveitová (na 7. místo 15. listopadu)
- Paula Badosová (na 8. místo 15. listopadu)
- Jessica Pegulaová (na 18. místo 15. listopadu)
- Emma Raducanuová (na 19. místo 15. listopadu)
- Tamara Zidanšeková (na 30. místo 15. listopadu)
- Jil Teichmannová (na 37. místo 15. listopadu)

### Čtyřhra
Tabulky uvádí 10 nejvýše postavených párů na žebříčku WTA Race to Guadalajara a 20 nejvýše postavených deblistek na konečném žebříčku WTA.
| Žebříček párů WTA Race | Žebříček párů WTA Race                            | Žebříček párů WTA Race | Žebříček párů WTA Race |
| Poř.                   | pár                                               | bodů                   | turnajů                |
| ---------------------- | ------------------------------------------------- | ---------------------- | ---------------------- |
| 1.                     | Barbora Krejčíková (CZE) Kateřina Siniaková (CZE) | 6 450                  | 9                      |
| 2.                     | Šúko Aojamová (JPN) Ena Šibaharaová (JPN)         | 5 070                  | 14                     |
| 3.                     | Sie Šu-wej (TPE) Elise Mertensová (BEL)           | 3 892                  | 5                      |
| 4.                     | Nicole Melicharová (USA) Demi Schuursová (NED)    | 3 440                  | 12                     |
| 5.                     | Samantha Stosurová (AUS) Čang Šuaj (CHN)          | 2 911                  | 10                     |
| 6                      | Caty McNallyová (USA) Coco Gauffová (USA)         | 2 770                  | 3                      |
| 7.                     | Alexa Guarachiová (CHI) Desirae Krawczyková (USA) | 2 695                  | 14                     |
| 8.                     | Darija Juraková (CRO) Andreja Klepačová (SLO)     | 2 650                  | 14                     |
| 9.                     | Gabriela Dabrowská (CAN) Luisa Stefaniová (BRA)   | 2 570                  | 3                      |
| 10.                    | Sharon Fichmanová (CAN) Giuliana Olmosová (MEX)   | 2 491                  | 10                     |

| Konečný žebříček WTA | Konečný žebříček WTA              | Konečný žebříček WTA | Konečný žebříček WTA | Konečný žebříček WTA | Konečný žebříček WTA | Konečný žebříček WTA | Konečný žebříček WTA |
| Poř.                 | tenistka                          | bodů                 | tours                | '20                  | max                  | min                  | '20→'21              |
| -------------------- | --------------------------------- | -------------------- | -------------------- | -------------------- | -------------------- | -------------------- | -------------------- |
| 1.                   | Kateřina Siniaková (CZE)          | 8 365                | 15                   | 8.                   | 1.                   | 8.                   | ▲ 7                  |
| 2.                   | Barbora Krejčíková (CZE)          | 8 200                | 15                   | 7.                   | 1.                   | 7.                   | ▲ 5                  |
| 3.                   | Sie Šu-wej (TPE)                  | 7 985                | 17                   | 1.                   | 1.                   | 5.                   | ▼ 2                  |
| 4.                   | Elise Mertensová (BEL)            | 7 495                | 18                   | 6.                   | 1.                   | 8.                   | ▲ 2                  |
| 5.                   | Šúko Aojamová (JPN)               | 5 735                | 24                   | 22.                  | 5.                   | 22.                  | ▲ 17                 |
| 5.                   | Ena Šibaharaová (JPN)             | 5 735                | 32                   | 23.                  | 5.                   | 23.                  | ▲ 18                 |
| 7.                   | Gabriela Dabrowská (CAN)          | 5 355                | 18                   | 10                   | 5.                   | 15.                  | ▲ 3                  |
| 8.                   | Čang Šuaj (CHN)                   | 4 990                | 31                   | 27.                  | 8.                   | 50                   | ▲ 19                 |
| 9.                   | Darija Juraková (CRO)             | 4 855                | 25                   | 48.                  | 9.                   | 49.                  | ▲ 39                 |
| 10.                  | Luisa Stefaniová (BRA)            | 4 525                | 33                   | 33.                  | 9.                   | 33.                  | ▲ 23                 |
| 11.                  | Demi Schuursová (NED)             | 4 855                | 32                   | 12.                  | 9.                   | 17.                  | ▲ 1                  |
| 12.                  | Nicole Melichar-Martinezová (USA) | 4 230                | 23                   | 11.                  | 9.                   | 19.                  | ▼ 1                  |
| 13.                  | Alexa Guarachiová (CHL)           | 4 090                | 31                   | 26.                  | 11.                  | 26.                  | ▲ 13                 |
| 14.                  | Veronika Kuděrmetovová (RUS)      | 4 090                | 20                   | 24.                  | 11.                  | 29.                  | ▲ 10                 |
| 15.                  | Bethanie Matteková-Sandsová (USA) | 3 570                | 19                   | 20                   | 13.                  | 23.                  | ▲ 5                  |
| 16.                  | Samantha Stosurová (AUS)          | 3 541                | 13                   | 31.                  | 16.                  | 101.                 | ▲ 15                 |
| 17.                  | Desirae Krawczyková (USA)         | 3 535                | 30                   | 25.                  | 17.                  | 26.                  | ▲ 8                  |
| 18.                  | Giuliana Olmosová (MEX)           | 3 400                | 27                   | 61.                  | 18.                  | 61.                  | ▲ 43                 |
| 19.                  | Andreja Klepačová (SLO)           | 3 390                | 28                   | 38.                  | 19.                  | 42.                  | ▲ 19                 |
| 20.                  | Caty McNallyová (USA)             | 3 385                | 31.                  | 42.                  | 16.                  | 48.                  | ▲ 22                 |

#### Světové jedničky ve čtyřhře
| Hráčka                       | Datum nástupu       | Datum odchodu      |
| ---------------------------- | ------------------- | ------------------ |
| Sie Šu-wej (TPE)             | začátek sezóny 2021 | 21. února 2021     |
| Aryna Sabalenková (BLR)      | 22. února 2021      | 4. dubna 2021      |
| Sie Šu-wej (TPE)             | 5. dubna 2021       | 9. května 2021     |
| Elise Mertensová (BEL)       | 10. května 2021     | 16. května 2021    |
| Kristina Mladenovicová (FRA) | 17. května 2021     | 13. června 2021    |
| Barbora Krejčíková (CZE)     | 14. června 2021     | 11. července 2021  |
| Elise Mertensová (BEL)       | 12. července 2021   | 12. září 2021      |
| Sie Šu-wej (TPE)             | 13. září 2021       | 19. září 2021      |
| Elise Mertensová (BEL)       | 20. září 2021       | 26. září 2021      |
| Barbora Krejčíková (CZE)     | 27. září 2021       | 17. října 2021     |
| Elise Mertensová (BEL)       | 18. října 2021      | 24. října 2021     |
| Sie Šu-wej (TPE)             | 25. října 2021      | 31. října 2021     |
| Elise Mertensová (BEL)       | 1. listopadu 2021   | 7. listopadu 2021  |
| Sie Šu-wej (TPE)             | 8. listopadu 2021   | 14. listopadu 2021 |
| Kateřina Siniaková (CZE)     | 15. listopadu 2021  | konec sezóny 2021  |

#### Nové žebříčkové maximum
Hráčky, které v sezóně 2021 zaznamenaly kariérní maximum v první padesátce deblového žebříčku WTA (ztučnění jmen u hráček, které v elitní světové desítce danou sezónu debutovaly a postavení při novém maximu v Top 10):
- Sofia Keninová (na 29. místo 18. ledna)
- Aryna Sabalenková (na 1. místo 22. února)
- Viktória Kužmová (na 27. místo 8. března)
- Elise Mertensová (na 1. místo 10. května)
- Nicole Melicharová (na 9. místo 17. května)
- Desirae Krawczyková (na 17. místo 17. května)
- Hayley Carterová (na 25. místo 14. června)
- Caroline Dolehideová (na 25. místo 16. srpna)
- Asia Muhammadová (na 31. místo 23. srpna)
- Laura Siegemundová (na 30. místo 23. srpna)
- Nina Stojanovićová (na 40. místo 13. září)
- Alexa Guarachiová (na 11. místo 20. září)
- Jessica Pegulaová (na 46. místo 4. října)
- Gabriela Dabrowská (na 5. místo 18. října)
- Čang Šuaj (na 8. místo 18. října)
- Iga Świąteková (na 41. místo 18. října)
- Jelena Rybakinová (na 48. místo 18. října)
- Bernarda Peraová (na 50. místo 18. října)
- Luisa Stefaniová (na 9. místo 1. listopadu)
- Veronika Kuděrmetovová (na 11. místo 1. listopadu)
- Caty McNallyová (na 16. místo 8. listopadu)
- Coco Gauffová (na 17. místo 8. listopadu)
- Storm Sandersová (na 30. místo 8. listopadu)
- Nadija Kičenoková (na 31. místo 8. listopadu)
- Marie Bouzková (na 34. místo 8. listopadu)
- Ena Šibaharaová (na 5. místo 15. listopadu)
- Šúko Aojamová (na 5. místo 15. listopadu)
- Darija Juraková (na 9. místo 15. listopadu)
- Giuliana Olmosová (na 18. místo 15. listopadu)
- Sharon Fichmanová (na 22. místo 15. listopadu)

## Výdělek tenistek
| Nejvyšší výdělky tenistek                                     | Nejvyšší výdělky tenistek | Nejvyšší výdělky tenistek | Nejvyšší výdělky tenistek | Nejvyšší výdělky tenistek | Nejvyšší výdělky tenistek |
| Poř.                                                          | tenistka                  | ve dvouhře                | ve čtyřhře                | v mixu                    | celkem v sezóně           |
| ------------------------------------------------------------- | ------------------------- | ------------------------- | ------------------------- | ------------------------- | ------------------------- |
| 1.                                                            | Ashleigh Bartyová (AUS)   | 3 914 987 $               | 30 195 $                  | 0 $                       | 3 945 182 $               |
| 2.                                                            | Barbora Krejčíková (CZE)  | 2 969 248 $               | 616 781 $                 | 60 854 $                  | 3 646 883 $               |
| 3.                                                            | Aryna Sabalenková (BLR)   | 2 664 681 $               | 235 522 $                 | 0 $                       | 2 909 281 $               |
| 4.                                                            | Karolína Plíšková (CZE)   | 2 829 000 $               | 39 865 $                  | 0 $                       | 2 868 865 $               |
| 5.                                                            | Garbiñe Muguruzaová (ESP) | 2 827 274 $               | 3 905 $                   | 0 $                       | 2 846 871 $               |
| 6.                                                            | Emma Raducanuová (GBR)    | 2 807 446 $               | 0 $                       | 0 $                       | 2 807 446 $               |
| 7.                                                            | Paula Badosová (ESP)      | 2 602 330 $               | 52 132 $                  | 0 $                       | 2 655 962 $               |
| 8.                                                            | Naomi Ósakaová (JPN)      | 2 306 222 $               | 0 $                       | 0 $                       | 2 306 222 $               |
| 9.                                                            | Elise Mertensová (BEL)    | 1 162 626 $               | 933 007 $                 | 0 $                       | 2 098 133 $               |
| 10.                                                           | Maria Sakkariová (GRE)    | 2 021 970 $               | 8 020 $                   | 0 $                       | 2 029 990 $               |
| částky v amerických dolarech; aktualizováno 27. prosince 2021 |                           |                           |                           |                           |                           |

## Ukončení kariéry
Seznam uvádí tenistky (vítězky turnaje WTA, a/nebo ty, které byly klasifikovány alespoň jeden týden v Top 100 dvouhry a/nebo Top 100 čtyřhry žebříčku WTA), jež ohlásily ukončení profesionální kariéry, neodehrály za více než 52 uplynulých týdnů žádný turnaj, nebo jim byl během sezóny 2021 uložen trvalý zákaz hraní:
- Gréta Arnová (* 13. dubna 1979 Budapešť, Maďarsko), profesionálka od roku 1997, ve dvouhře žebříčku WTA nejvýše postavená na 40. místě v květnu 2011 a ve čtyřhře na 175. místě během prosince 2000. Vítězka dvou singlových titulů na okruhu WTA Tour na Estoril Open 2007 a Auckland Open 2011. Na grandslamu se jejím maximem stalo třetí kolo na Australian Open 2012 a ve Wimbledonu 2013.[23]
- Timea Bacsinszká (* 8. června 1989 Lausanne, Švýcarsko), profesionálka od roku 2004, ve dvouhře žebříčku WTA nejvýše postavená na 9. místě v květnu 2016 a ve čtyřhře na 36. místě během ledna 2011. Na okruhu WTA Tour vyhrála čtyři singlové i pět deblových turnajů včetně Prague Open 2010. Na grandslamu se probojovala do semifinále French Open 2015 a 2017. S Martinou Hingisovou vybojovala stříbrnou medaili ze čtyřhry Letní olympiády 2016 v Riu de Janeiru. Ve švýcarském fedcupovém týmu si zahrála světové semifinále 2016 proti České republice. Od října 2019 byla neaktivní pro potíže se zády. V červenci 2021 oznámila ve 32 letech ukončení kariéry.[24]
- Kiki Bertensová (* 10. prosince 1991 Wateringen, Nizozemsko), profesionálka od roku 2009, ve dvouhře žebříčku WTA nejvýše postavená na 4. místě v květnu 2019 a ve čtyřhře na 16. místě během dubna 2018. Na okruhu WTA Tour vyhrála deset singlových i deblových turnajů. Na grandslamu se probojovala do semifinále French Open 2016. S Johannou Larssonovou odešla poražena z finále Turnaje mistryň 2017 ve čtyřhře. Prohrála také boj o titul na závěrečném turnaji sezóny WTA Elite Trophy 2019. V červnu 2021 oznámila, že nejpozději po skončení sezóny ukončí kariéru. Mezi důvody uvedla potíže s Achillovou šlachou a pandemii covidu-19.[25][26]
- Nicole Gibbsová (* 3. března 1993 Cincinnati, Spojené státy), profesionálka od roku 2013, ve dvouhře žebříčku WTA nejvýše postavená na 68. místě v červenci 2016 a ve čtyřhře na 107. místě během září téhož roku. Vítězka sedmi singlových a pěti deblových titulů na okruhu ITF. Na grandslamu si zahrála čtvrtfinále smíšené čtyřhry US Open 2016 v páru s krajanem Dennisem Novikovem. V grandslamové dvouhře a čtyřhře nepřekročila třetí kolo. Ukončení kariéry oznámila v únoru 2021 ve věku 27 let, s plánem zaměřit se na studium práva.[27]
- Bojana Jovanovská Petrovićová (* 31. prosince 1991 Bělehrad, Jugoslávie) profesionálka od roku 2007, ve dvouhře žebříčku WTA nejvýše postavená na 32. místě v srpnu 2014 a ve čtyřhře na 214. místě během listopadu téhož roku. Vítězka Baku Cupu 2012 a Tashkent Open 2013 na okruhu WTA Tour. Na grandslamu se nejdále probojovala do osmifinále Australian Open 2013. Stala se členkou srbského týmu, které prohrálo finále Fed Cupu 2012 s Českem. Od roku 2013 se potýkala se zraněními zápěstí a ramena herní ruky. V sezóně 2016 nastoupila jen do pěti zápasů a na okruh se vrátila až lednovou kvalifikací St. Petersburg Ladies Trophy 2018. V dubnu téhož startovala na turnajích ITF a v listopadu 2018 oznámila první konec kariéry, po říjnovém vyřazení v kvalifikaci Tianjin Open. Plánovaný návrat v sezóně 2021 neuskutečnila a definitivní odchod z profesionálního tenisu oznámila v listopadu 2021.[28]
- Vania Kingová (* 3. února 1989 Monterey Park, Kalifornie, Spojené státy), profesionálka od roku 2006, ve dvouhře žebříčku WTA nejvýše postavená na 50. místě v listopadu 2006 a ve čtyřhře na 3. místě během června 2010. Na okruhu WTA Tour vyhrála v 17 letech dvouhru na Bangkok Open 2006. Následně přidala patnáct deblových titulů včetně grandslamů ve Wimbledonu 2010 a na US Open 2010, kde hrála s Jaroslavou Švedovovou. Závěrečné sezóny kariéry se potýkala s poraněním hlezna, a přes operaci v roce 2017, ukončila kariéru v únoru 2020.[29] Kvůli pandemii covidu-19 oficiální konec posunula až na duben 2021, s posledním turnajem na charlestonském Volvo Car Open.[30]
- Elica Kostovová (* 10. dubna 1990 Chaskovo, Bulharsko) profesionálka od roku 2006, ve dvouhře žebříčku WTA nejvýše postavená na 130. místě v září 2016 a ve čtyřhře na 154. místě během října 2014. V průběhu kariéry se pohybovala převážně na okruhu ITF,  kde vybojovala šest singlových a sedm deblových titulů. Na všech čtyřech grandslamech hrála kvalifikace, nejdále postoupila do 3. kvalifikačního kola US Open 2016. Profesionální dráhu ukončila v září 2021,[31] když naposledy odehrála červencový Belgrade Challenger 2021 ze série WTA 125.
- Alla Kudrjavcevová (* 3. listopadu 1987 Moskva, Sovětský svaz) profesionálka od února 2005, ve dvouhře žebříčku WTA nejvýše postavená na 56. místě v říjnu 2010 a ve čtyřhře na 15. místě během září 2014. Na okruhu WTA Tour vyhrála dvouhru Tashkent Open 2010 a devět deblových trofejí. Na grandslamu se nejdále probojovala do čtvrtfinále čtyřhry Australian Opem, Wimbledonu a US Open. S Anastasijí Rodionovovou postoupila do semifinále deblového Turnaje mistryň 2014. Ukončení sportovní kariéry oznámila 2. listopadu 2021 na Instagramu a v srpnu 2022 se jí narodil druhý potomek.[28][32]
- Abigail Spearsová (* 12. července 1981 San Diego, Spojené státy) profesionálka od roku 2000, ve dvouhře žebříčku WTA nejvýše postavená na 66. místě v červnu 2005 a ve čtyřhře na 10. místě během března 2015. Vítězka dvaceti jedna deblových titulů na okruhu WTA Tour včetně Cincinnati Masters 2014. Na grandslamu vyhrála s  Juanem Sebastiánem Cabalem smíšenou čtyřhru Australian Open 2017 a z finále mixu na US Open 2013 a 2014 odešla poražena po boku Santiaga Gonzáleze. V grandslamové čtyřhře se nejdále probojovala do semifinále Australian Open 2014 a třikrát také ve Wimbledonu. Od listopadu 2019 do září 2021 nesměla startovat v profesionálním tenise po dopingovém nálezu na US Open 2019.[33][34] Na okruh se již nevrátila a  ukončila kariéru.[28]
- Barbora Strýcová (* 28. března 1986 Plzeň, Československo), profesionálka od roku 2003, ve dvouhře žebříčku WTA nejvýše postavená na 16. místě v lednu 2017 a ve čtyřhře na 1. místě během července 2019. Na okruhu WTA tour vyhrála singlové soutěže na québeckém Bell Challenge 2011 a Ladies Linz 2017. K nim přidala třicet jedna deblových titulů včetně grandslamového Wimbledonu 2019, do něhož zasáhla se Sie Šu-wej. Bronz si po boku Šafářové odvezla ze čtyřhry Letních olympijských her 2016. V letech 2002–2018 byla členkou českého fedcupového týmu, s nímž získala trofeje v letech 2011, 2014, 2015, 2016 a 2018. Kariéru ukončila v květnu 2021 jako deblová světová dvojka v souvislosti s těhotenstvím.[35][36]
- Carla Suárezová Navarrová (* 3. září 1988 Las Palmas de Gran Canaria, Španělsko) profesionálka od roku 2003, ve dvouhře žebříčku WTA nejvýše postavená na 6. místě v únoru 2016 a ve čtyřhře na 11. místě během dubna 2015. Vítězka dvou singlových a tří deblových titulů na okruhu WTA Tour včetně Qatar Open 2016 z kategorie Premier 5. Ve dvouhře grandslamu se nejdále probojovala do čtvrtfinále Australian Open, French Open a US Open. Ve čtyřhře si s Muguruzaovou zahrála semifinále French Open 2014 a finále Turnaje mistryň – WTA Finals 2015. V prosinci 2019 oznámila, že sezóna 2020 bude její poslední.[37] V srpnu 2020 jí byl diagnostikován Hodgkinův lymfom.[38] Po chemoterapii se na okruh se vrátila pařížským French Open 2021. Poslední zápas odehrála na pražském finálovém turnaji Billie Jean King Cupu během listopadu 2021.[28][39]
- Jaroslava Švedovová (* 12. září 1987 Moskva, Sovětský svaz) profesionálka od září 2005, kdy reprezentovala rodné Rusko; od roku 2008 nastupovala za Kazachstán. Ve dvouhře žebříčku WTA nejvýše postavená na 25. místě v říjnu 2012 a ve čtyřhře na 3. místě během února 2016. Na okruhu WTA Tour vyhrála dvouhru Bangalore Open 2007 a třináct deblových turnajů včetně Wimbledonu 2010 a US Open 2010 po boku Vanii Kingové. Ve dvouhře se grandslamovým maximem stala čtvrtfinále na French Open 2010 i 2012 a také ve Wimbledonu 2016. Do dějin tenisu se zapsala ve Wimbledonu 2012, když se stala prvním tenistou historie, který vyhrál sadu hlavní grandslamové soutěže tzv. zlatým setem. V úvodní sadě třetího kola nedovolila italské světové desítce Erraniové získat ani jednu výměnu, připsala si všech 24 míčů, a vyhrála ji za 15 minut poměrem 6–0.[40][41] Kariéru ukončila oznámením na říjnovém Astana Open 2021. Poslední turnaj odehrála na zářijovém US Open 2021.[42]

## Obnovení kariéry
Seznam uvádí významné tenistky, které obnovily kariéru účastí na turnajích v roce 2021:
- Jelena Vesninová (* 1. srpna 1986 Lvov, Sovětský svaz), profesionálka od roku 2002, ve dvouhře žebříčku WTA nejvýše postavená na 13. místě v roce 2017 a ve čtyřhře na 1. místě během června 2018. Vítězka tří singlových a osmnácti deblových titulů na okruhu WTA Tour. Na grandslamu se probojovala do semifinále dvouhry ve Wimbledonu 2016, kde podlehla Sereně Williamsové. V páru s Jekatěrinou Makarovovou vyhrála čtyřhru na French Open 2013, US Open 2014 a ve Wimbledonu 2017. Smíšenou soutěž ovládla po boku Bruna Soarese na Australian Open 2016. S Vesninovou se staly olympijskými vítězkami ve čtyřhře Letní olympiády 2016 v Riu de Janeiru a šampionkami Turnaje mistryň 2016. Na okruhu nehrála od narození dcery v roce 2018. Návrat oznámila 31. prosince 2020.[43] První soutěží v obnovené kariéře se stala čtyřhra na březnovém Qatar Total Open 2021, kde vypadla s Laurou Siegemundovou ve čtvrtfinále.

## Rozpis bodů
Tabulka přidělovaných bodů hráčkám na turnajích okruhů WTA Tour 2021.
| Grand Slam (S) | 2000 | 1300 | 780                                                            | 430                                                            | 240                                                            | 130                                                            | 70                                                             | 10                                                             | 40                                                             | 30                                                             | 20                                                             | 2                                                              |
| Grand Slam (D) | 2000 | 1300 | 780                                                            | 430                                                            | 240                                                            | 130                                                            | 10                                                             | —                                                              | 40                                                             | —                                                              | —                                                              | –                                                              |
| WTA Finals (S) | +750 | +330 | (250 za každou výhru, 125 za každou prohru v základní skupině) | (250 za každou výhru, 125 za každou prohru v základní skupině) | (250 za každou výhru, 125 za každou prohru v základní skupině) | (250 za každou výhru, 125 za každou prohru v základní skupině) | (250 za každou výhru, 125 za každou prohru v základní skupině) | (250 za každou výhru, 125 za každou prohru v základní skupině) | (250 za každou výhru, 125 za každou prohru v základní skupině) | (250 za každou výhru, 125 za každou prohru v základní skupině) | (250 za každou výhru, 125 za každou prohru v základní skupině) | (250 za každou výhru, 125 za každou prohru v základní skupině) |
| WTA Finals (D) | 1500 | 1080 | 750                                                            | 375                                                            | —                                                              | —                                                              | —                                                              | —                                                              | —                                                              | —                                                              | —                                                              | —                                                              |
| WTA 1000 Mandatory (96S) | 1000 | 650  | 390                                                            | 215                                                            | 120                                                            | 65                                                             | 35                                                             | 10                                                             | 30                                                             | —                                                              | 20                                                             | 2                                                              |
| WTA 1000 Mandatory (64/60S)                                                                                                   | 1000 | 650  | 390                                                            | 215                                                            | 120                                                            | 65                                                             | 10                                                             | —                                                              | 30                                                             | —                                                              | 20                                                             | 2                                                              |
| WTA 1000 Mandatory (28/32D)                                                                                                   | 1000 | 650  | 390                                                            | 215                                                            | 120                                                            | 10                                                             | —                                                              | —                                                              | —                                                              | —                                                              | —                                                              | –                                                              |
| WTA 1000 Non-Mandatory (56S, 64Q)                                                                                             | 900  | 585  | 350                                                            | 190                                                            | 105                                                            | 60                                                             | 10                                                             | —                                                              | 30                                                             | 22                                                             | 15                                                             | 1                                                              |
| WTA 1000 Non-Mandatory (56S, 48Q/32Q)                                                                                         | 900  | 585  | 350                                                            | 190                                                            | 105                                                            | 60                                                             | 10                                                             | —                                                              | 30                                                             | -                                                              | 20                                                             | 1                                                              |
| WTA 1000 Non-Mandatory (28D)                                                                                                  | 900  | 585  | 350                                                            | 190                                                            | 105                                                            | 10                                                             | —                                                              | —                                                              | —                                                              | —                                                              | —                                                              | –                                                              |
| WTA 500 (64/56S) | 470  | 305  | 185                                                            | 100                                                            | 55                                                             | 30                                                             | 1                                                              | —                                                              | 25                                                             | —                                                              | 13                                                             | 1                                                              |
| WTA 500 (32/30/28S) | 470  | 305  | 185                                                            | 100                                                            | 55                                                             | 1                                                              | —                                                              | —                                                              | 25                                                             | 18                                                             | 13                                                             | 1                                                              |
| WTA 500 (28D) | 470  | 305  | 185                                                            | 100                                                            | 55                                                             | 1                                                              | —                                                              | —                                                              | —                                                              | —                                                              | —                                                              | –                                                              |
| WTA 500 (16D) | 470  | 305  | 185                                                            | 100                                                            | 1                                                              | —                                                              | —                                                              | —                                                              | —                                                              | —                                                              | —                                                              | –                                                              |
| WTA Elite Trophy (S) | +460 | +200 | (120 za každou výhru, 40 za každou prohru v základní skupině)  | (120 za každou výhru, 40 za každou prohru v základní skupině)  | (120 za každou výhru, 40 za každou prohru v základní skupině)  | (120 za každou výhru, 40 za každou prohru v základní skupině)  | (120 za každou výhru, 40 za každou prohru v základní skupině)  | (120 za každou výhru, 40 za každou prohru v základní skupině)  | (120 za každou výhru, 40 za každou prohru v základní skupině)  | (120 za každou výhru, 40 za každou prohru v základní skupině)  | (120 za každou výhru, 40 za každou prohru v základní skupině)  | (120 za každou výhru, 40 za každou prohru v základní skupině)  |
| WTA 250 (32S, 32Q) | 280  | 180  | 110                                                            | 60                                                             | 30                                                             | 1                                                              | —                                                              | —                                                              | 18                                                             | 14                                                             | 10                                                             | 1                                                              |
| WTA 250 (32S, 24/16Q) | 280  | 180  | 110                                                            | 60                                                             | 30                                                             | 1                                                              | —                                                              | —                                                              | 18                                                             | —                                                              | 12                                                             | 1                                                              |
| WTA 250 (28D) | 280  | 180  | 110                                                            | 60                                                             | 30                                                             | 1                                                              | —                                                              | —                                                              | —                                                              | —                                                              | —                                                              | —                                                              |
| WTA 250 (16D) | 280  | 180  | 110                                                            | 60                                                             | 1                                                              | —                                                              | —                                                              | —                                                              | —                                                              | —                                                              | —                                                              | —                                                              |
| QV – vítězka kvalifikace, Q1–3 – 1. až 3. kolo kvalifikace, (xS/Q/D) – „x“ počet hráček v soutěži dvouhry/kvalifikace/čtyřhry |      |      |                                                                |                                                                |                                                                |                                                                |                                                                |                                                                |                                                                |                                                                |                                                                |                                                                |